# Sarzana
Sarzana (AFI: [sarˈʣana]; Sarzànn-a in ligure (spezzino), Sarzàna, [saɾˈzana] in dialetto della Lunigiana) è un comune italiano di 21 771 abitanti della provincia della Spezia in Liguria.
Considerata l'erede storica dell'antica città romana di Luni, Sarzana è un importante centro della val di Magra. Grazie alla sua posizione, è dalla sua fondazione crocevia di importanti vie di comunicazione tra la Liguria, la Toscana e l'Emilia-Romagna. Sin dall'antichità fu centro agricolo e commerciale di grande rilievo e, già in età medievale, importante centro religioso e giuridico, con sede vescovile e tribunale.

## Geografia fisica

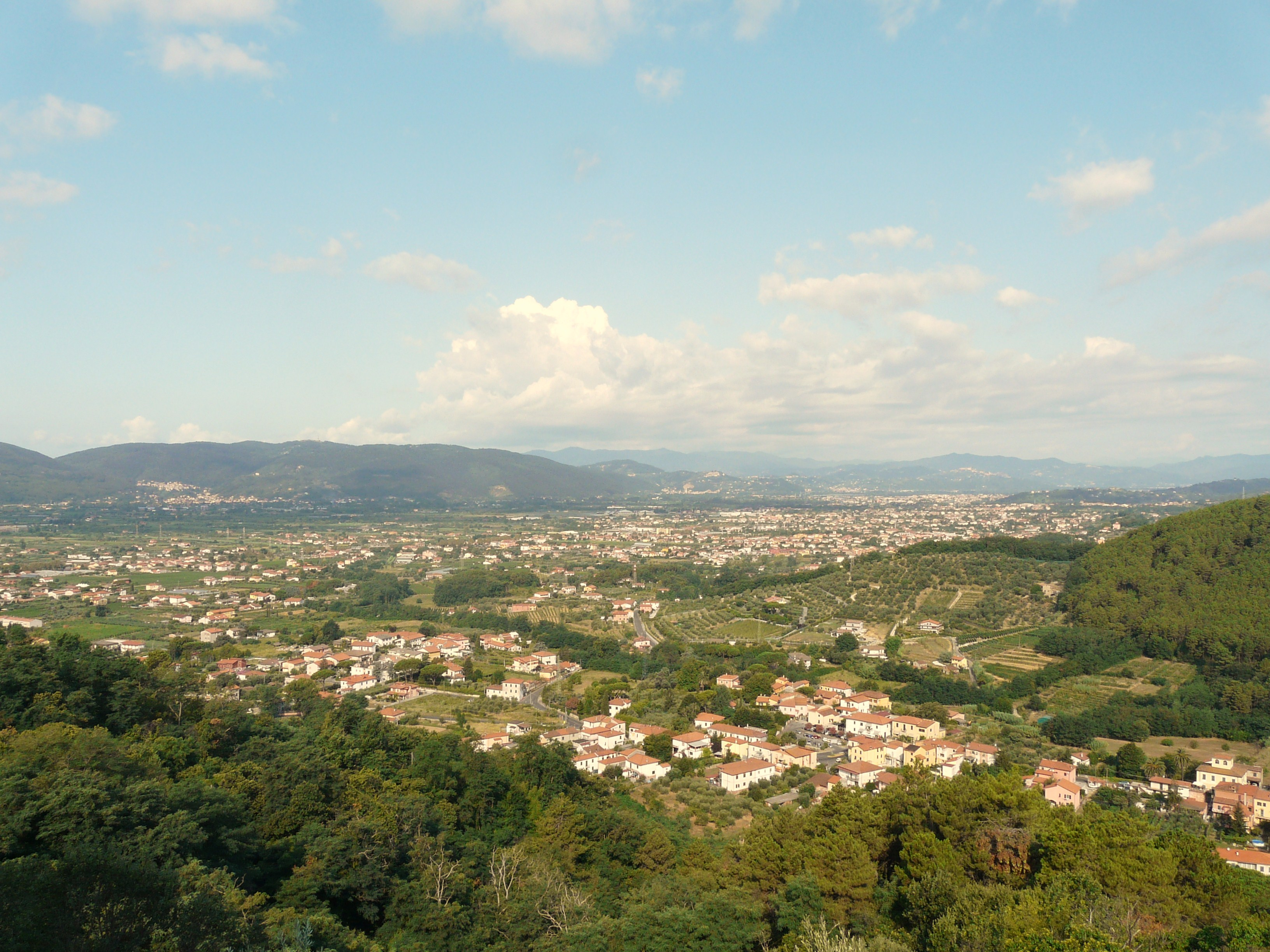
La piana di Sarzana vista dal borgo lunense di Nicola

### Territorio
Sarzana sorge nella parte terminale della vallata del Magra, a pochi chilometri dall'estuario del fiume, in una zona relativamente pianeggiante a est di esso, detta appunto piana di Sarzana. La città sorge anche ai piedi della collina di Sarzanello, un rilievo di circa 150 m s.l.m. Il sistema orografico circostante è rappresentato dalle asperità che diradano dalle vicine Alpi Apuane. Il comune, inoltre, è inserito nel Parco naturale regionale di Montemarcello-Magra-Vara.
Nei pressi di Sarzana scorre, come già detto, il fiume Magra, il cui bacino è alimentato anche dal torrente Calcandola, principale affluente sarzanese, nonché da altri torrenti come il San Michele, l'Albachiara e l'Isolone. Oltre al fiume sono presenti anche due specchi d'acqua, di dimensioni modeste, detti "bozi", termine dialettale che indica la "pozzanghera", in questo caso l'acquitrino, e che quindi rimanda alle piccole dimensioni dei due laghetti.
Il centro abitato si trova a pochissimi chilometri dal mare e dal confine con la regione Toscana, in particolare da quello del comune di Fosdinovo. La sua posizione geografica ha fatto di Sarzana una vera e propria terra di confine, un punto di contatto tra usanze, tradizioni e storie differenti.

### Clima

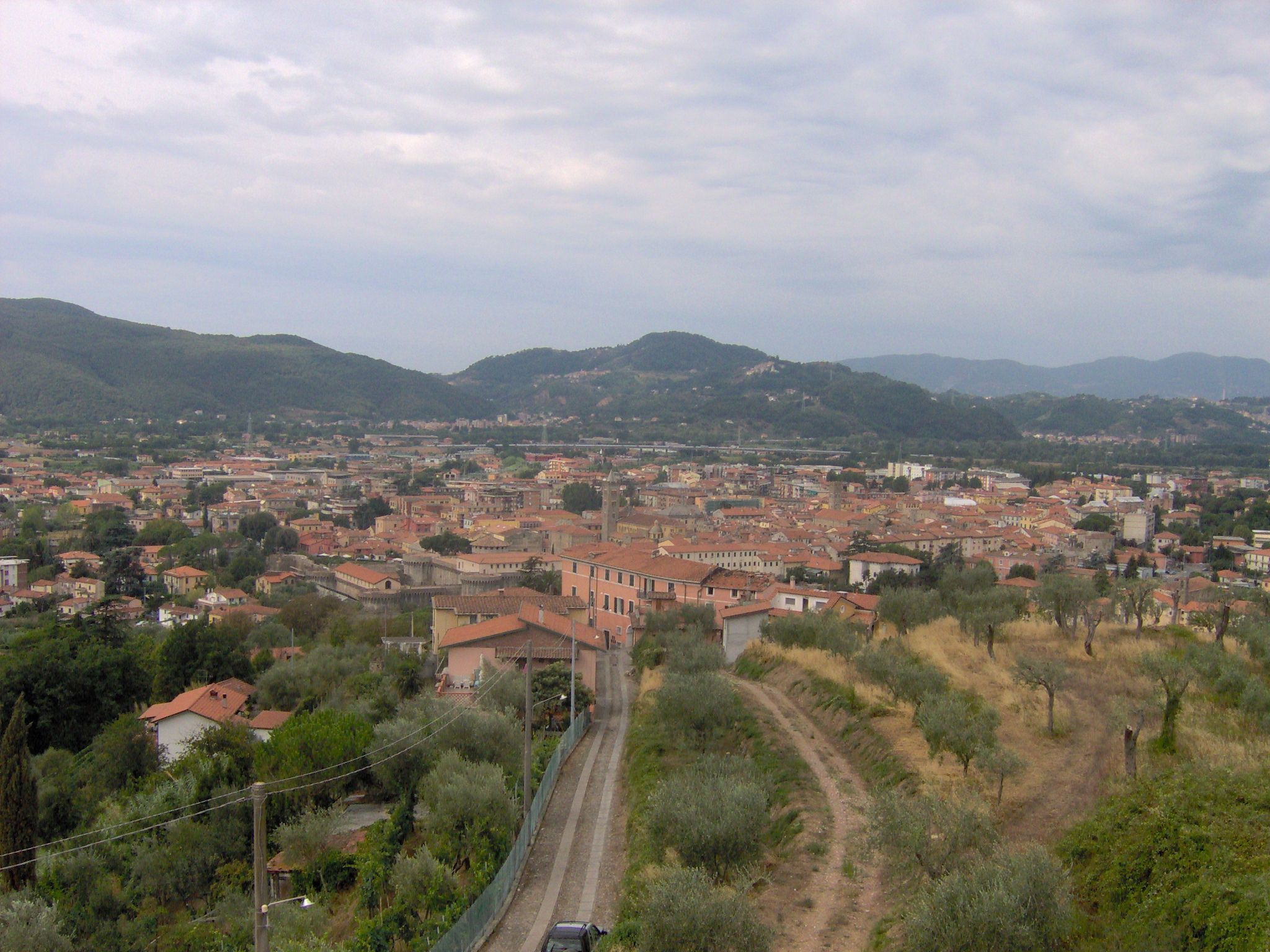
Panorama dalle colline di Sarzanello

Nel territorio comunale sono ubicate due stazioni meteorologiche: la stazione meteorologica di Sarzana Centro e la stazione meteorologica di Sarzana Luni, quest'ultima presso la base militare in località San Lazzaro. Esse sono ufficialmente riconosciute dall'Organizzazione meteorologica mondiale e sono il punto di riferimento per lo studio del clima che caratterizza la città e la sua piana.
In base alle medie climatiche del periodo 1971-2000, la temperatura media del mese più freddo, gennaio, è di +7,3 °C, mentre quella del mese più caldo, agosto, è di +23,4 °C; mediamente si contano 17 giorni di gelo all'anno e 25 giorni con temperatura massima uguale o superiore ai +30 °C. I valori estremi di temperatura registrati nel medesimo trentennio sono i -9,0 °C del gennaio 1985 e i +38,2 °C dell'agosto 1985.
Le precipitazioni medie annue si attestano a 894 mm, mediamente distribuite in 89 giorni di pioggia, con minimo relativo in estate, picco massimo in autunno e massimo secondario in primavera per gli accumuli.
L'umidità relativa media annua fa registrare il valore di 73,4% con minimo di 70% a luglio e massimi di 77% a ottobre e a novembre; mediamente si contano 6 giorni di nebbia all'anno.
Di seguito è riportata la tabella con le medie climatiche e i valori massimi e minimi assoluti registrati nel trentennio 1971-2000 e pubblicati nell'Atlante Climatico d'Italia del Servizio meteorologico dell'Aeronautica Militare relativo al medesimo trentennio.
| Sarzana-Luni (1971-2000)        | Mesi        | Mesi        | Mesi        | Mesi        | Mesi        | Mesi        | Mesi        | Mesi        | Mesi        | Mesi        | Mesi        | Mesi        | Stagioni | Stagioni | Stagioni | Stagioni | Anno  |
| Sarzana-Luni (1971-2000)        | Gen         | Feb         | Mar         | Apr         | Mag         | Giu         | Lug         | Ago         | Set         | Ott         | Nov         | Dic         | Inv      | Pri      | Est      | Aut      | Anno  |
| ------------------------------- | ----------- | ----------- | ----------- | ----------- | ----------- | ----------- | ----------- | ----------- | ----------- | ----------- | ----------- | ----------- | -------- | -------- | -------- | -------- | ----- |
| T. max. media (°C)              | 11,3        | 12,3        | 14,3        | 17,1        | 21,7        | 25,2        | 28,7        | 28,8        | 24,9        | 18,0        | 15,0        | 12,1        | 11,9     | 17,7     | 27,6     | 19,3     | 19,1  |
| T. min. media (°C)              | 3,3         | 3,7         | 5,6         | 8,2         | 10,9        | 14,2        | 17,8        | 17,9        | 10,8        | 11,3        | 7,0         | 4,4         | 3,8      | 8,2      | 16,6     | 9,7      | 9,6   |
| T. max. assoluta (°C)           | 18,4 (1983) | 20,0 (1991) | 24,0 (1974) | 26,2 (1975) | 31,4 (1986) | 34,8 (1990) | 36,4 (1993) | 38,2 (1985) | 34,2 (1975) | 29,0 (1985) | 24,0 (1999) | 18,6 (1984) | 20,0     | 31,4     | 38,2     | 34,2     | 38,2  |
| T. min. assoluta (°C)           | −9,0 (1985) | −5,0 (1999) | −4,9 (1971) | −1,4 (1997) | 3,8 (1991)  | 7,8 (1986)  | 10,4 (2000) | 7,6 (1989)  | 6,0 (1996)  | 0,0 (1997)  | −3,6 (1988) | −6,6 (1996) | −9,0     | −4,9     | 7,6      | −3,6     | −9,0  |
| Giorni di calura (Tmax ≥ 30 °C) | 0           | 0           | 0           | 0           | 0           | 3           | 10          | 11          | 1           | 0           | 0           | 0           | 0        | 0        | 24       | 1        | 25    |
| Giorni di gelo (Tmin ≤ 0 °C)    | 6           | 4           | 2           | 0           | 0           | 0           | 0           | 0           | 0           | 0           | 1           | 4           | 14       | 2        | 0        | 1        | 17    |
| Precipitazioni (mm)             | 63,4        | 57,5        | 59,8        | 89,1        | 61,5        | 47,8        | 25,4        | 49,4        | 101,5       | 140,3       | 123,5       | 74,4        | 195,3    | 210,4    | 122,6    | 365,3    | 893,6 |
| Giorni di pioggia               | 9           | 8           | 8           | 9           | 8           | 6           | 3           | 4           | 6           | 10          | 9           | 9           | 26       | 25       | 13       | 25       | 89    |
| Giorni di nebbia                | 1           | 1           | 1           | 0           | 0           | 0           | 0           | 0           | 0           | 1           | 1           | 1           | 3        | 1        | 0        | 2        | 6     |
| Umidità relativa media (%)      | 74          | 71          | 71          | 74          | 73          | 73          | 70          | 71          | 74          | 77          | 77          | 76          | 73,7     | 72,7     | 71,3     | 76       | 73,4  |

## Storia

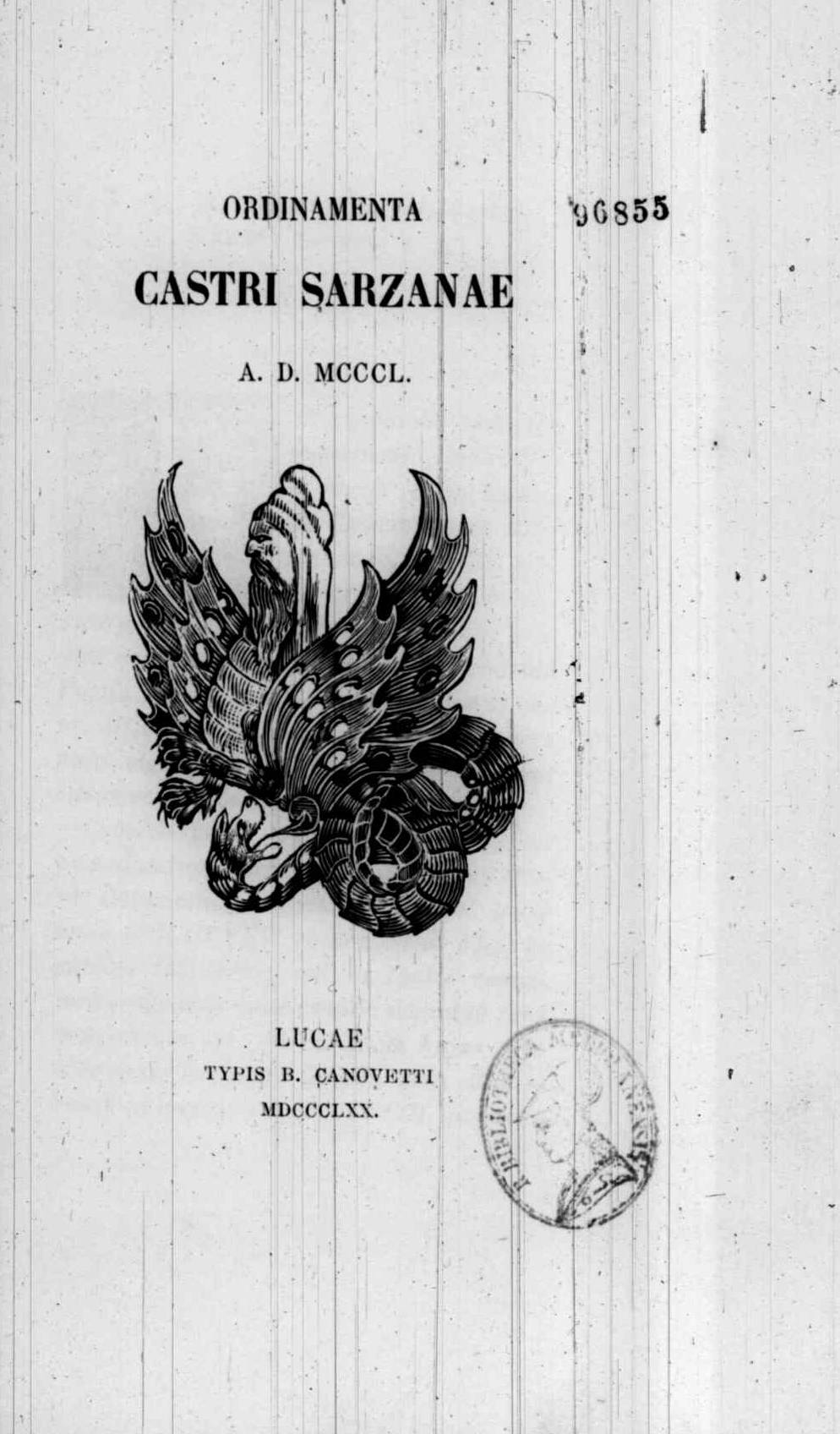
Ordinamenta castri Sarzanae, 1870

### Periodo romano
I più antichi rilevamenti archeologici mostrano che la zona era già stata abitata dal periodo neolitico. Nei tempi antichissimi, pur sotto il controllo dei Liguri Apuani, in generale questa zona era frequentata sia dai vicini Etruschi sia dai mercanti greci.
Secondo Mario Buffa (Toponomastica Itineraria Etrusca vol XXXIII dell'Archivio Storico per le Provincie Parmensi) il nome Sarzana costituirebbe un toponimo miliare etrusco, equivalente ai nostri moderni quarto, quinto, sesto, ed esattamente segnerebbe il quarto miglio da Luni ed equivarrebbe al toponimo Sarzano, a 4 miglia da Rimini, Sarzano di Rovigo, a 4 miglia dal passo dell'Adige nella vecchia via di Padova ecc.
L'originaria popolazione dei Liguri resistette a lungo alla penetrazione romana. Alcune tribù si allearono con il condottiero cartaginese Annibale o praticarono tattiche di guerriglia; altre invece contribuirono con contingenti militari alle legioni romane.
Una volta sottomessi, i Liguri dovranno attendere le leggi Julia e Papiria nell’89 a.C. per entrare nel diritto romano; non a caso la stessa Luni, fondata nel 177 a.C. come base militare nella lotta contro i Liguri, a lungo rimase giuridicamente una colonia.
Nell'età delle guerre civili la zona di Luni e di Sarzana erano incluse nel pomerio di Roma, in sostanza la zona che includeva tutta la Penisola a sud dei fiumi Magra e Rubicone.

In età imperiale romana la zona lunense, diffusa di piccoli villaggi e fattorie, apparteneva alla Regio VII Etruria, nella ripartizione territoriale decisa nel 7 d.C. da Augusto.

### L'eredità dell'antica città di Luni
Alla caduta dell'impero la zona subì le vicende connesse all'arrivo di nuovi dominatori ostrogoti e alla riconquista bizantina. Poi il dominio longobardo, quello franco e la conseguente ripartizione feudale.
Al finire dell’Alto Medioevo ebbe inizio l'abbandono della città romana di Luni, provocato dall'insicurezza per le continue e devastanti incursioni dei predoni saraceni. 
L'abbandono e la conseguente incuria comportò anche l'interramento del suo porto. 

Nel 1016 la città, conquistata e pressoché distrutta dall'arabo Mujahd, fu quasi abbandonata dai sopravvissuti nonostante l'arrivo del soccorso pisano, genovese e di papa Benedetto VIII che pose in fuga i saraceni.
La migrazione si diresse in prevalenza a popolare il villaggio di Sarzana, posto in un luogo più sicuro a monte, in corrispondenza dell'incrocio tra la Via Aurelia e la strada che conduceva verso la Pianura Padana, in una posizione che si rivelerà nel futuro strategica per il commercio e gli interessi politici sull'area.

### Dal X al XII secolo
Il borgo sarzanese appare peraltro già citato per la prima volta in un diploma dell'imperatore Ottone I datato al 963, 19 maggio,, nel quale il possesso del feudo del "Castrum de Sarzano" viene riconosciuto ad Adalberto, vescovo di Luni.
Il borgo traeva beneficio dalla Via Francigena percorsa nei due sensi da merci, mercanti e pellegrini e, grazie al vicino porto fluviale di San Maurizio sulla Magra, svolgeva anche la funzione di snodo per i viaggi marittimi verso la Spagna.
Nell'XI secolo la zona di Luni e di Sarzana era Dominio dei Canossa.
Le sue istituzioni Comunali, documentate nel 1140, verranno confermate e sottratte al dominio dei vescovi di Luni da Federico Barbarossa nel 1163. 

Nel 1196 Sarzana acquista il Monte Caprione da Andrea Bianco, quest'ultimo marchese di Corsica e di Massa, per la somma di 325 lire ambrosiane.
La sede vescovile era rimasta a Luni finché nel 1187 papa Gregorio VIII, transitando in val di Magra, dovette constatare lo stato di spopolamento della città lunense e del suo abbandono per la malaria e consentì al suo vescovo Pietro di trasferirsi in una sede più idonea. Nel 1201 il vescovo Gualtiero e i suoi canonici "communi concordia", decisero infine il trasferimento nel cresciuto borgo di Sarzana "cum auctoritate domini Innocentii Pape tercii pro communi utilitate totius cleri et populi episcopatus, quia nec ulla spes de eius reedificatione remansit". Papa Innocenzo III, con le bolle del 7 marzo e del 25 marzo 1203, ratificò la traslazione nella nuova sede di Sarzana ("locum populosum").

### XIII secolo
Trasferita nel 1201 a Sarzana la sede del Vescovato e Comitato di Luni, il Comune si trovò a lottare con il potere temporale dei Vescovi.
Nel 1226 Federico II libera il Comune di Sarzana dalla signoria vescovile e lo sottomette direttamente all'Impero e ai suoi vicari:
Sarzana era città fedele all'imperatore che vi tiene la corte imperiale nel 1226.
Intorno al 1240, a seguito delle vicende che portarono al consolidamento del potere imperiale di Federico in Toscana, il vescovo lunense Guglielmo fu costretto all'esilio nella guelfa Lucca e al suo posto prese il potere il marchese Oberto II Pallavicino, nel ruolo di vicario imperiale. Quest'ultimo, con l'aiuto delle forze ghibelline, dei Malaspina e di Pisa, conquistò il borgo di Lerici nel 1241.
Nel 1245 Sarzana acquistò il castello di Arcola, le terre fino alla costa del golfo, San Bartolomeo, Pitelli e Muggiano.
Dopo la morte di Federico II il vescovo Guglielmo fece ritorno alla sua sede, trovandovi però un altro temibile avversario: Nicolò Fieschi. Il potente nobile genovese, nipote di papa Innocenzo IV, aveva cominciato ad annettersi le contee dei vassalli vescovili e la sua Signoria, con capitale a La Spezia, si estese ben presto da Lavagna alla val di Magra.
Solo nel 1270 la fazione ghibellina ebbe il sopravvento nella Repubblica di Genova e nel 1273, da Portovenere, con forze mosse guerra al Fieschi, distruggendo il suo castello San Giorgio La Spezia e costringendolo a cederle le terre in suo possesso. Sono gli anni in cui la repubblica marinara estese il suo interesse all'intero circondario lunigianese.
Nel 1273 venne nominato successore del vescovo Guglielmo, Enrico da Fucecchio. Questi, nel 1276, a seguito di episodi di insubordinazione al potere vescovile da parte dei "burgensi sarzanesi" li scomunicò, ma venne cacciato dalla città e costretto a rifugiarsi in Lunigiana. Solo con l'intervento del pontefice Bonifacio VIII, i cittadini furono costretti ad accettare il successore di Enrico, Antonio Nuvolone da Camilla.

## XIV secolo
Nel 1300 il poeta Guido Cavalcanti venne esiliato a Sarzana, dove si ammalò di malaria, malattia di cui morrà di lì a poco.
Il 6 ottobre del 1306, nell'antica piazza della Calcandola (l'odierna piazza Giacomo Matteotti), Dante Alighieri ricevette dal marchese Franceschino Malaspina di Mulazzo la procura per recarsi, quella stessa mattina, a Castelnuovo Magra per siglarvi la pace con il vescovo-conte di Luni Antonio Nuvolone da Camilla.
Gli atti della cosiddetta pace di Castelnuovo, stesi a rogito del notaro sarzanese Giovanni di Parente di Stupio (i cui documenti originali sono custoditi presso l'Archivio di Stato della Spezia), fanno di Sarzana e di Castelnuovo Magra (con la sola eccezione di Ravenna, dove morì) gli unici luoghi in cui, nell'intera vicenda del suo esilio, è storicamente certa la presenza del poeta.
La pace siglata da Dante segnò di fatto la fine del potere temporale dei vescovi in Lunigiana. Il 12 giugno 1316 il vescovo Gherardino Malaspina nominò Castruccio Castracani Visconte della Diocesi lunense, il quale dominò la città fino alla sua morte, il 3 settembre 1328.
Successivamente, una rappresentanza della città si recò presso l'imperatore Federico III di Aragona, per chiedere il riconoscimento dei diritti (soprattutto diritti tributari) acquisiti dal vescovo Gherardino in esilio, che li concesse.

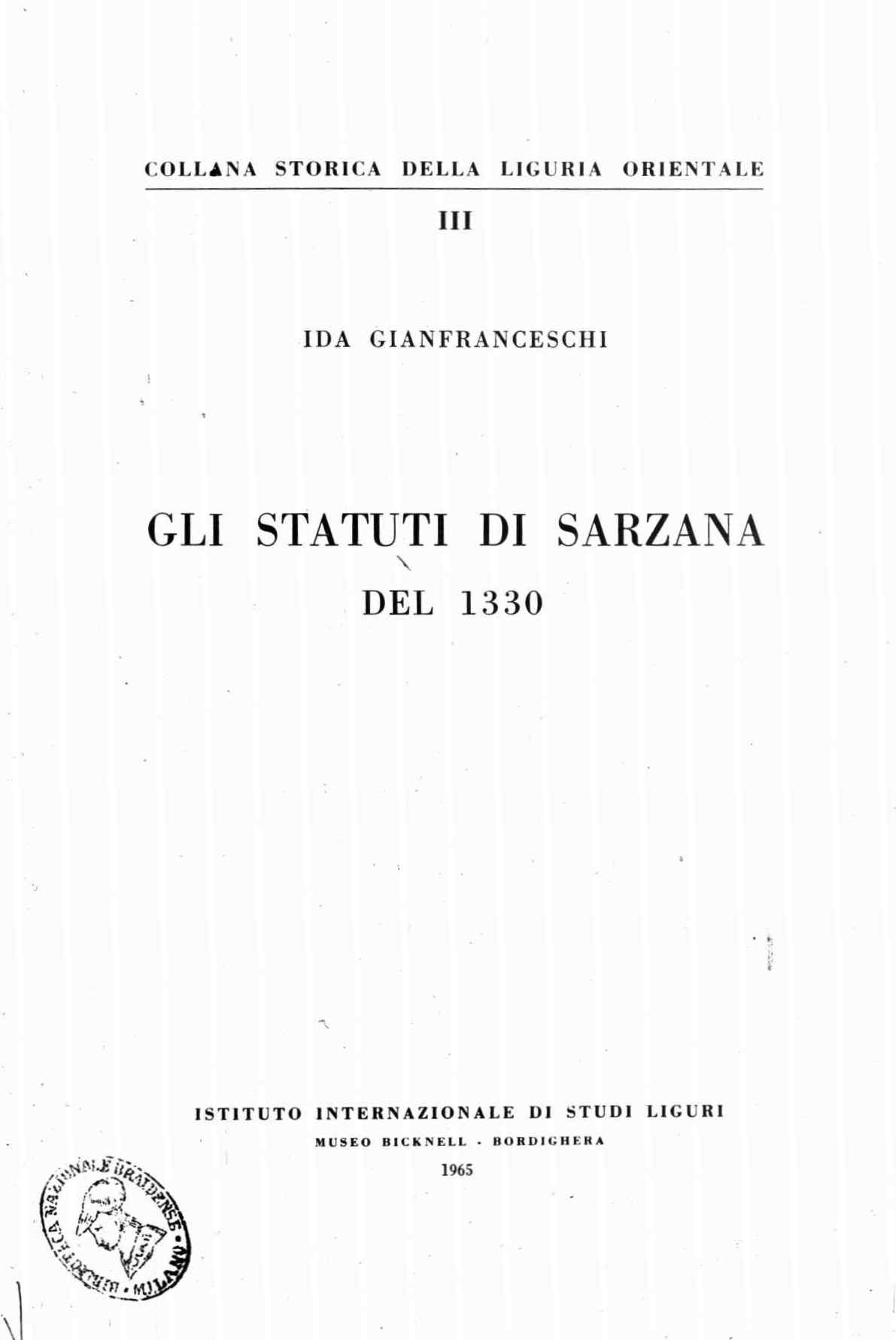
Gli statuti di Sarzana del 1330, a cura di Ida Gianfranceschi Vettori, 1965

A partire dal 1320 Spinetta Malaspina il Grande, con l'aiuto dell'amico veronese Cangrande I della Scala, riconquistò tutti i territori perduti nella lotta contro Castruccio Castracani, estendendo il suo dominio anche sulla Lunigiana orientale, la Garfagnana e impadronendosi, nel 1334, persino di Sarzana, sulla quale dominò fino al 1343, anno in cui la città passò sotto il dominio di Pisa.

## XV secolo
Nel 1407 Sarzana è formalmente sotto la signoria di Gabriele Maria Visconti, ma il 2 agosto entra spontaneamente nel dominio genovese ottenendo ampi riconoscimenti. Genova invia un podestà ad amministrarvi la giustizia.
Nel 1421 Tomaso Fregoso, doge genovese deposto da Filippo Maria Visconti, assunse la signoria di Sarzana con giurisdizione su tutta la Lunigiana e scelse di risiedere nella Fortezza di Sarzanello, che fece abbellire e rinforzare. Il Fregoso cercò di restituire l'indipendenza a Genova e di recuperarvi il potere dogale. A questo scopo si alleò con Firenze per condurre azioni militari nel Levante ligure contro il Visconti, ma senza successo. Dovette attendere il 1435 e la rivolta antiviscontea per fare ritorno a Genova. Recuperata la carica di doge, Sarzana ritornò possedimento genovese pur rimanendo feudo della famiglia Fregoso, governato da Marzia, moglie del doge, e da Spinetta, suo nipote.
Grazie all'abile politica esercitata nel tempo dai vari esponenti della famiglia, basata sull'autonomia nei confronti di Genova e destreggiandosi nelle guerre tra Firenze, Lucca e Milano, i Fregoso giunsero a estendere il loro dominio su buona parte della Lunigiana. Nel 1468, indebolito nel suo potere feudale, Lodovico Fregoso fu costretto a vendere Sarzana a Firenze, ma riuscì a farvi ritorno nel 1479 durante la guerra tra Firenze e Papato scoppiata in seguito alla congiura dei Pazzi, acclamato dalla popolazione memore del suo buongoverno.
Nel frattempo, nel 1469, l'imperatore Federico III d'Asburgo aveva insignito Sarzana del titolo Sigillum civitatis Sarzane, concludendo l'iter di elevazione del borgo di Sarzana a rango di città avviato già con la bolla di papa Paolo II del 21 giugno 1465.
I Fiorentini estromessi da Sarzana erano riusciti a mantenervi un presidio nella fortezza di Sarzanello, difesa da un centinaio di uomini. Firenze, in quel momento impegnata in altre guerre chiese la restituzione del territorio sarzanese in virtù del trattato del 1468, ma al momento poté reagire solo debolmente. Quando poi poté esercitare una forte pressione militare, Agostino Fregoso e Lodovico Fregoso, disperando di poter resistere, per l'utilità e il bene della stessa comunità sarzanese, stabilirono di cedere la loro signoria al genovese Banco di San Giorgio e comunicarono la loro decisione, il 29 marzo 1484, al parlamento di Sarzana.

#### I codici medievali
Il Codice Pelavicino e il Registrum vetus sono le più importanti raccolte documentarie di fatti storici, di cronaca e atti giuridici di Sarzana e di tutta la Lunigiana riferibile al periodo medievale.
Il vescovo Guglielmo di Oberto Pelavicino fece redigere durante il suo episcopato un "Liber Magister" sul quale venivano trascritti tutti i diritti, i privilegi e le proprietà che il vescovo vantava all'interno della diocesi. Nel XIII secolo venne commissionato il riordino dei documenti e la raccolta venne chiamata Codice Pelavicino in onore proprio del vescovo Guglielmo. Il lavoro, iniziato nel 1287 e completato nel 1289, mirava alla conservazione e al recupero di tutti i privilegi comitali.
Nel 1330 il Comune di Sarzana riuscì a svincolarsi con l'aiuto imperiale dal vescovo e i consoli provvidero a far raccogliere i decreti e i documenti che comprovavano l'autonomia comunale. La raccolta ordinata dalle autorità laiche fu trascritta nel Registrum civitatis Sarzane, il quale nel XVII secolo venne rinominato Registrum vetus, così da distinguerlo dal Registrum novum, una nuova raccolta documentaria. Il Registrum vetus ha inizio con il diploma di Federico I (scritto a Lodi il 4 novembre 1163) e si conclude con la bolla di Clemente VIII (5 giugno 1592).

### La guerra di "Serrezzana"

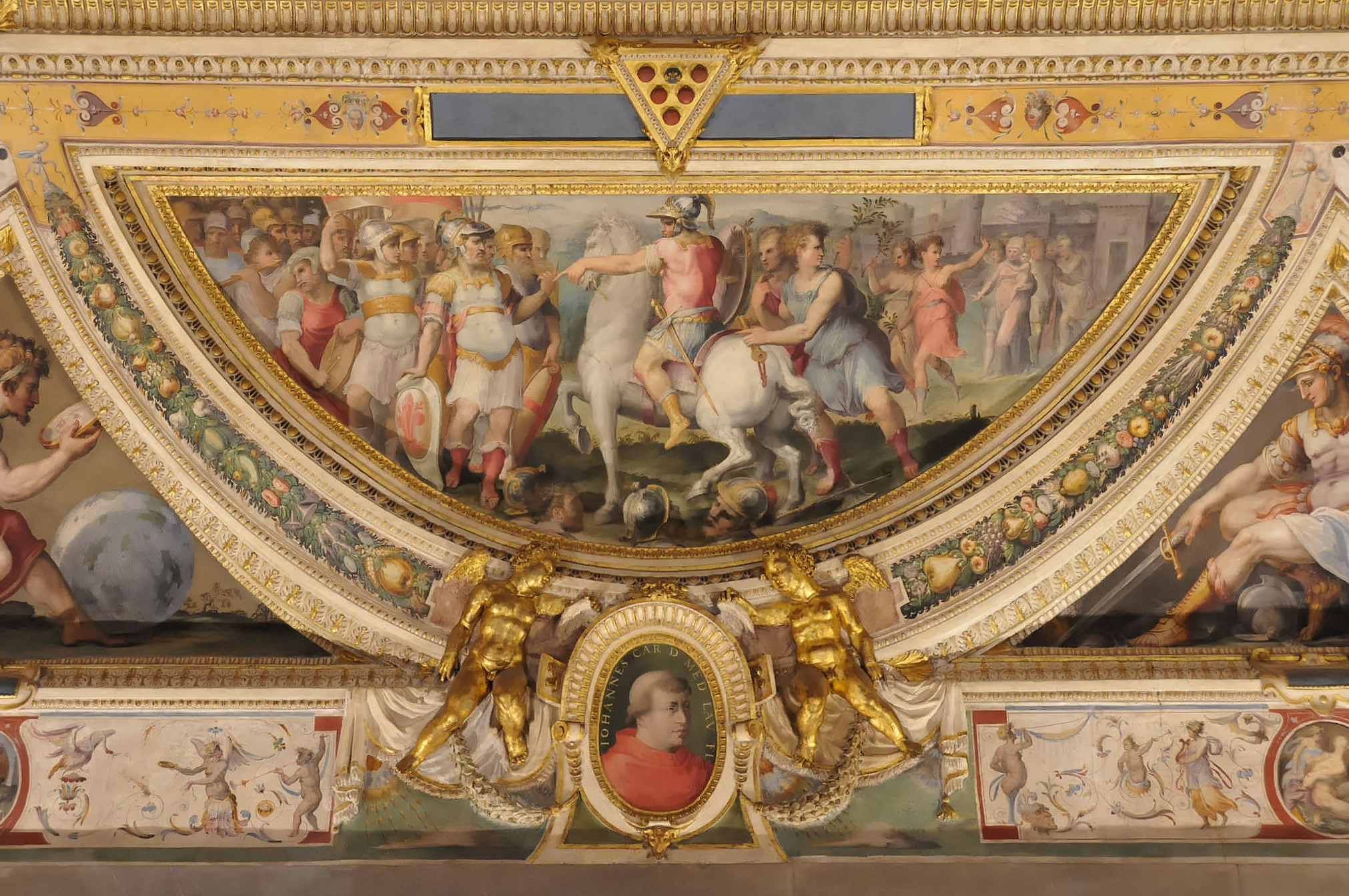
La presa di Sarzana, dipinto di Giorgio Vasari, Palazzo Vecchio, Sala di Lorenzo il Magnifico, Firenze

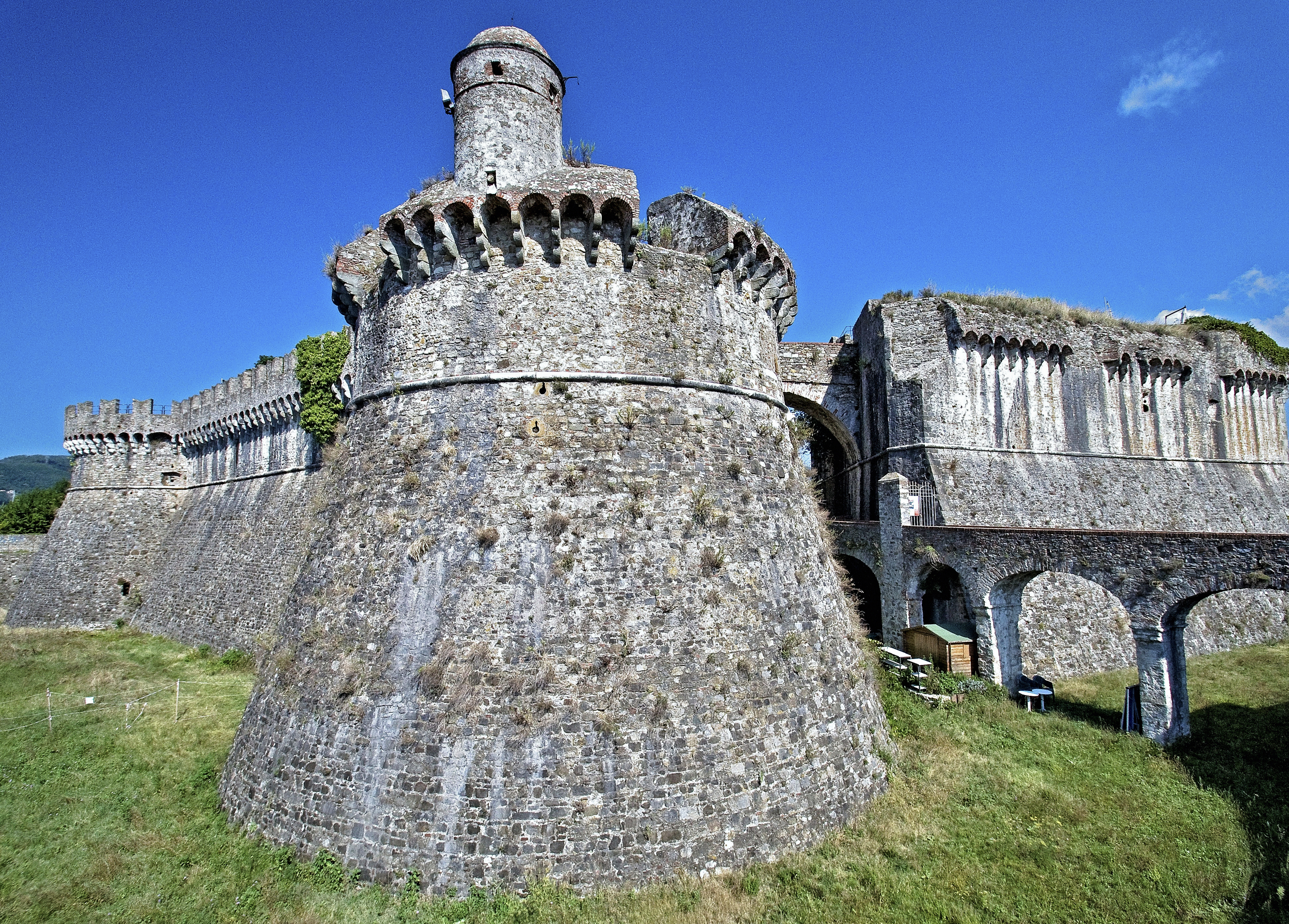
La fortezza di Sarzanello

Un breve poemetto scritto da un ignoto autore nella seconda metà del XV secolo, dal titolo La Guerra di Serrezzana, descrisse la guerra iniziata tra la Repubblica di Genova, che aveva riconquistato Sarzana, e la Signoria dei Medici che ne rivendicava il possesso per averla acquistata nel 1468 da Lodovico Fregoso per la somma di 35 000 fiorini, ma che poi suo figlio se l'era ripresa con le armi. 
Per via dell'evidente esaltazione di Lorenzo de' Medici, si ipotizza che l'opera sia da attribuirsi a un rappresentante della Signoria medicea, dello stesso Lorenzo de' Medici o del vicino araldo Lorenzo Filareti, ma il nome dell'autore rimane comunque ignoto.
Il genovese Agostino Fregoso, a quel tempo signore di Sarzana, non potendo contrastare le armate fiorentine, aveva ceduto la città al Banco di San Giorgio. Tra il genovese Banco di San Giorgio e la Signoria di Firenze ebbe inizio una contesa definita così nella prefazione del poemetto stesso: "Piccole guerre che riescono molto più dannevoli di regolari combattimenti perché continue e di poco o verun risultamento".
I Medici, nella loro operazione di riconquista, poterono fare affidamento sul loro alleato Gabriele II Malaspina, marchese di Fosdinovo, ma i Genovesi, guidati da Gianluigi Fieschi, nel marzo 1487 mossero alla conquista dell'antico borgo di Sarzanello, saccheggiandolo e distruggendone le abitazioni. I genovesi risalirono quindi la collina per stringere d'assedio la fortezza, usando, sembrerebbe per la prima volta, mine o polvere esplosiva per espugnarla.
Il conte di Pitigliano, Niccolò Orsini venne inviato a dare man forte agli assediati: i Genovesi furono sconfitti il 15 aprile e furono fatti prigionieri, tra i quali lo stesso condottiero Gianluigi Fieschi e suo nipote Orlandino.
Dopo la sconfitta i Genovesi organizzarono la loro difesa nel borgo di Sarzana, mentre i Fiorentini si diressero verso il fiume Magra giungendo sino al borgo di Trebiano con l'intenzione di conquistarlo senza colpo ferire. La manovra non ebbe esito per la fedeltà degli abitanti verso la repubblica genovese. Allo stesso modo rimase senza successo anche il tentativo dei toscani di conquistare l'abitato di Lerici e di assicurarsi così l'accesso al golfo della Spezia.
I Fiorentini decisero allora di ripiegare su Sarzana, di porre assedio alla città e di indurre le difese genovesi alla resa per scarsità di viveri e di munizioni. Il 15 maggio i soldati toscani si portarono sotto le mura puntando le bombarde contro la città e l'8 giugno presero la chiesa e il convento di San Francesco. Il 22 giugno, forse avendo avuto notizia dell'imminente arrivo di Lorenzo de' Medici, i Genovesi si arresero alle truppe fiorentine.
La fortezza Firmafede, costruita a sud est della città con la collaborazione dei Pisani, andò distrutta nel corso dell'assedio, ma venne poi fatta ricostruire da Lorenzo de' Medici e denominata Cittadella. Il luogo porta ancora quel nome e mostra lo stemma mediceo.
Nel 1494 Carlo VIII, re di Francia, scese in Italia con un esercito forte di 30.000 uomini e artiglierie, per conquistare il Regno di Napoli. Nel percorso devastò e saccheggiò i centri di Fivizzano, pose assedio alla Fortezza di Sarzanello e impose a Piero de' Medici, succeduto al padre, la cessione di Sarzana e di altre città (per questo cedimento alle pretese del re francese Firenze si solleverà cacciando i Medici).

Sarzana venne così in possesso del re francese che più tardi, nel 1496, la rivendette al Banco di San Giorgio che poi la cedette definitivamente alla Repubblica di Genova nel 1572.

## Dal XVI al XVIII secolo

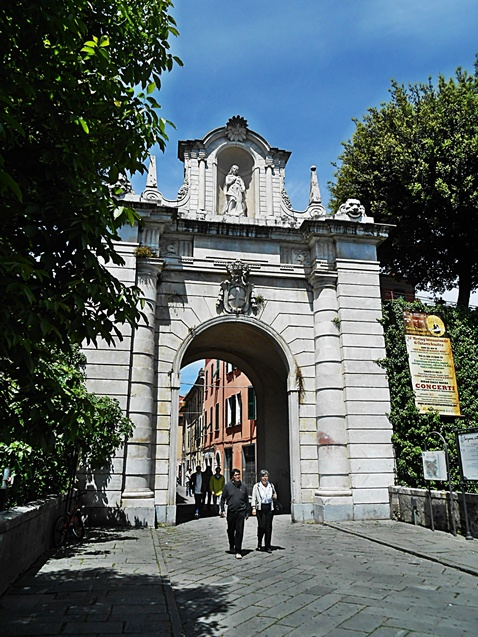
La Porta Romana

Dai primi del XVI secolo Sarzana lega il suo destino a quello di Genova che la eleva a sede dell'omonimo Capitaneato e, come baluardo al suo estremo confine orientale, provvede a cingerla con una massiccia cinta muraria (che in gran parte venne abbattuta nella prima metà del XIX secolo) e a tenervi una guarnigione.
Ma con il XVI secolo ha inizio il declino economico della città di Sarzana, sfavorita dalla mancanza di un porto.
Nel 1605 la Repubblica di Genova si oppone alle mire del re di Spagna Filippo III su Sarzana e sulla Lunigiana, intese a garantirsi un sicuro accesso ai suoi possedimenti lombardi, e rafforza le difese nel Levante ligure. Il futuro doge Giannettino Odone ricopre l'incarico di Governatore di Sarzana.
Nel 1747, nel corso della guerra di successione austriaca, la città è assediata dalle forze austriache e la fortezza di Sarzanello, presidiata da forze genovesi e francesi, viene bombardata senza successo.
Alla caduta della Repubblica di Genova (1796), sull'onda della rivoluzione francese e a seguito della prima campagna d'Italia di Napoleone Bonaparte, Sarzana è nell'ambito della Repubblica Ligure: dal 2 dicembre 1797 rientra nel Dipartimento del Golfo di Venere, con capoluogo La Spezia e dal 28 aprile 1798, con i nuovi ordinamenti francesi, rientra nel I cantone, come capoluogo della Giurisdizione di Lunigiana. Dal 1803 diventa il centro principale del I cantone della Lunigiana nella Giurisdizione del Golfo di Venere.

## XIX secolo
Dal 13 giugno 1805 al 1814, con tutta la Liguria,  Sarzana è annessa al Primo Impero francese e viene inserita nel Dipartimento degli Appennini.
Papa Pio VII, diretto a Genova, fa il suo ingresso in Sarzana nell'aprile 1815 proveniendo da Roma dove, dopo la fuga di Napoleone dall'Elba, le truppe di Murat avevano invaso lo Stato Pontificio.
Alla caduta definitiva di Napoleone la città di Sarzana, nel 1815, entra a far parte del Regno di Sardegna, nella provincia di Levante. 
Successivamente, con l'Unità d'Italia, nel Regno d'Italia dal 1861. A quella data la popolazione cittadina assommava a 9.100 abitanti.
Dal 1859 al 1927 il suo territorio era compreso nel V mandamento del circondario di Levante che era parte della provincia di Genova.

## Dal XX secolo
Nel 1923, quando venne invece istituita la Provincia della Spezia, il territorio sarzanese entrò nella nuova provincia.
La creazione del nuovo capoluogo di provincia alla Spezia ha comportato lo spostamento degli uffici pubblici (tribunale, sottoprefettura, ecc.) da Sarzana alla Spezia. Nel 1929 anche la Cassa di Risparmio e la Banca del Monte di Sarzana confluirono nella Cassa di Risparmio della Spezia e, nello stesso anno, venne spostata anche la sede vescovile, mantenendo però il Seminario nel centro storico di Sarzana.
Sarzana fu teatro di uno scontro tra squadristi e carabinieri il 21 luglio 1921, durante i cosiddetti Fatti di Sarzana, quando i carabinieri al comando del capitano Guido Jurgens, a seguito di un colpo di arma da fuoco, spararono sugli squadristi. Successivamente parte dei fascisti fuggiti nelle campagne furono uccisi dagli Arditi del Popolo. I fatti di Sarzana ebbero un'ampia eco nazionale e su di essi intervennero i massimi esponenti politici dell'epoca (Gramsci, Turati, Mussolini, Giolitti, ecc.).
Nel periodo della dittatura fascista furono molti i sarzanesi che subirono condanne dal "tribunale speciale" per attività antifasciste: alcuni inviati al confino, altri licenziati o perseguitati. Ingente è stata l'emigrazione politica degli antifascisti sarzanesi, soprattutto diretta verso la Francia.
Durante l'occupazione nazista la popolazione di Sarzana diede un decisivo contributo alla lotta partigiana. Sulle colline sovrastanti la città si formarono gruppi spontanei dei cosiddetti "sbandati" poi riuniti in vere brigate partigiane di cui la più famosa fu la Brigata Garibaldi "Ugo Muccini". La lotta che intrapresero queste formazioni fu determinante per contenere la violenza e la forza degli occupanti tedeschi e fascisti, responsabili di eccidi efferati nelle vicine località lunigianesi e garfagnine.
Un altro fattore determinante fu la vicinanza alla Linea Gotica, fattore che caratterizzò l'asprezza della lotta partigiana nel sarzanese sottolineata da molteplici scontri tra partigiani e nazifascisti, scontri nei quali venne pagato un alto tributo di vite alla riconquista della libertà e della democrazia.

#### Il "mostro di Sarzana"
Il 4 gennaio 1937 venne commesso presso il collegio della Missione di Sarzana un brutale omicidio: il direttore dell'istituto, padre Umberto Bernardelli, e il vecchio portinaio, fratello Andrea Bruno, furono uccisi a colpi d'arma da fuoco, mentre alcuni studenti vennero feriti. Dopo le prime indagini venne accusato un certo Vincenzo Montepagani, studente di ingegneria all'Università di Pisa, nonché insegnante precario presso il collegio. L'uomo però venne assolto dopo un discusso processo.
Pochi mesi dopo furono commessi altri due omicidi che avevano un legame con i precedenti: una delle due vittime lavorava come barbiere proprio all'interno del collegio.
Soltanto dopo il massacro del guardiano dell'Ufficio del Registro, avvenuto nel dicembre 1939, venne arrestato per tutti i delitti il diciassettenne Giorgio Vizzardelli, studente del collegio e figlio del direttore dell'Ufficio del Registro. Il giovane confessò i delitti e venne così condannato all'ergastolo.
Dopo ventotto anni passati tra il carcere e il manicomio criminale, Giorgio Vizzardelli fu messo in libertà vigilata per buona condotta. Dopo cinque anni riacquistò la totale libertà, ma pose fine alla sua vita tagliandosi la gola con un coltello da cucina.

### Simboli
Stemma
Gonfalone
Bandiera
Simbolo ufficiale di Sarzana è lo stemma comunale, concesso con l'apposito Regio decreto datato al 9 marzo del 1893. Esso è composto da uno scudo a forma gotica ed è ornato a sinistra da un ramo di olivo e a destra da un ramo di quercia uniti da un nastro. La simbologia interna allo scudo rappresenta la mezzaluna e la stella a otto punte, presenti anche in molti altri stemmi di città appartenenti alla Lunigiana.
Sopra di esse è presente l'acronimo O.P.Q.L. che ricorda l'origine di Sarzana dall'antica colonia romana Luni. L'acronimo O.P.Q.L. infatti corrisponde a Ordo PopulusQue Lunensium, che significa: "Governo e popolo di Luni".

## Monumenti e luoghi d'interesse

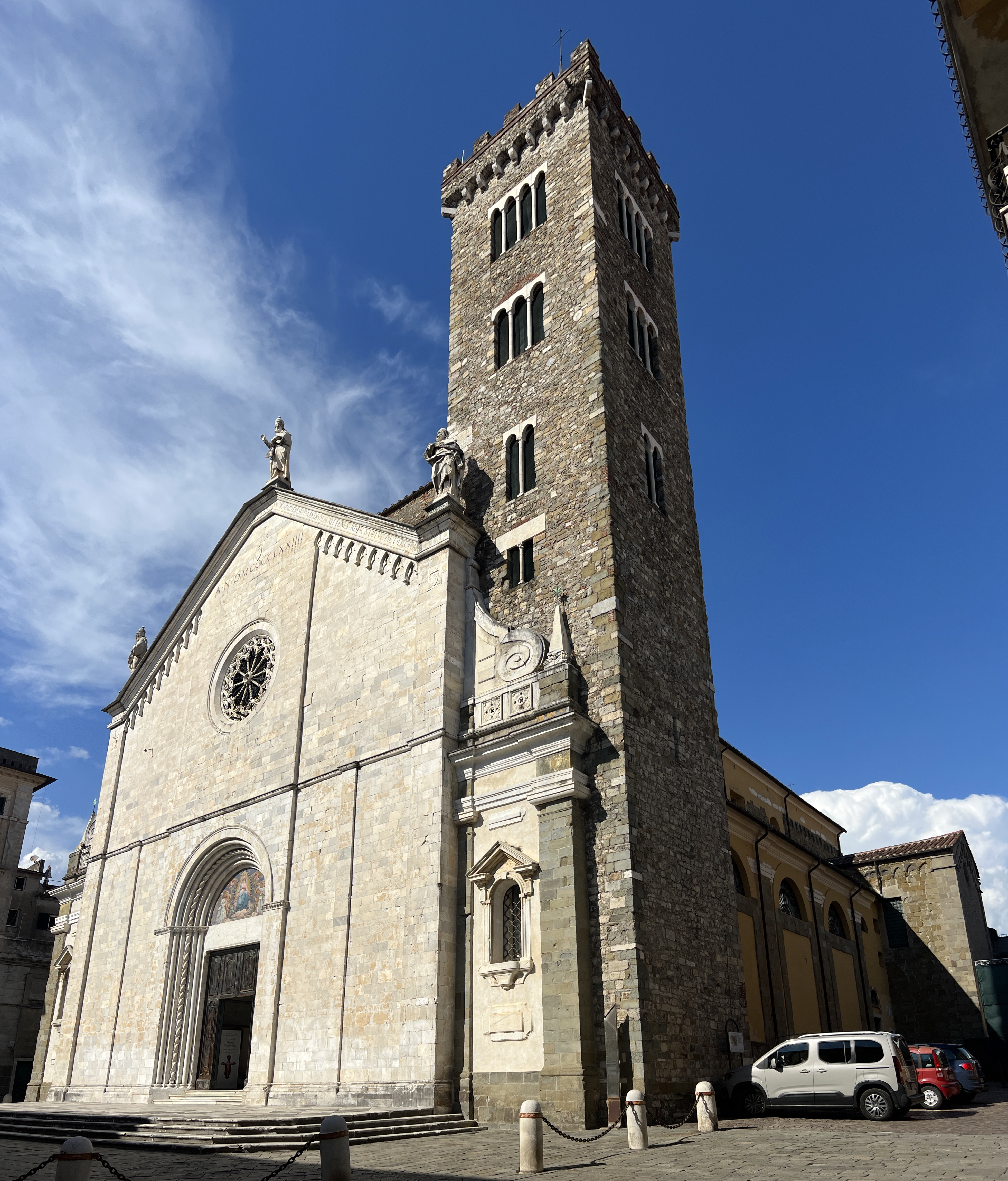
La concattedrale di Santa Maria Assunta

### Architetture religiose
La presenza secolare della sede vescovile a Sarzana fu senz'altro uno dei motivi principali che hanno indotto la costruzione delle numerose chiese sarzanesi. Questo fenomeno consentì la venuta a Sarzana di numerosi maestri scultori, pittori e architetti, dal Medioevo all'età moderna.

#### Chiese e oratori del centro storico
- Concattedrale di Santa Maria Assunta. Fu edificata sull'area dove sorgeva la pieve di San Basilio a partire dal 1204[26]. I lavori di costruzione terminarono nel 1474 con il compimento della parte superiore della facciata per opera di Leonardo Riccomanni da Pietrasanta[26]. Successivamente alla conclusione dei lavori, nel 1735 furono poste sulla facciata le statue di sant'Eutichiano al centro, di Sergio IV a sinistra e di Niccolò V a destra[26]. L'edificio, che rappresenta la summa di tutta la produzione storico-artistica di Sarzana e della val di Magra, è elevato a Basilica minore. Conserva, tra le altre opere, il crocifisso di Mastro Guglielmo (1138), il primo esempio datato di croce dipinta della storia dell'arte.
- Pieve di Sant'Andrea, a poca distanza dalla cattedrale. La pieve è l'edificio sacro più antico di Sarzana, risalente tra il X secolo e il XI secolo[27] e ricordata per la prima volta come sede del Sinodo del 1137[27]. Venne costruita in tre fasi distinguibili da alcuni elementi sia architettonici sia testamentari. All'interno si trovano sculture marmoree del XIV e XV secolo, raffiguranti il patrono di Sarzana, sant'Andrea, e i santi Pietro e Paolo, una fonte battesimale decagonale con basamento marmoreo di Giovanni Morelli da Carrara, e una scultura in gesso di Fontana raffigurante Gesù. Di notevole pregio, sull'altare di sinistra, la venerata immagine miracolosa della Madonna delle Grazie. Gli scavi all'interno della pieve hanno riportato alla luce, oltre a un forno per la fusione dei metalli, una serie di reperti archeologici.
- Oratorio di San Girolamo, posto quasi adiacente alla cattedrale. Ricostruito nelle forme ottagonali odierne nel XVIII secolo, con cupola ellittica affrescata, è sede della Confraternita del Preziosissimo Sangue. Il primo impianto risale al 1473[28].
- Oratorio di Santa Croce, posto tra la cattedrale e la pieve di Sant'Andrea. Risale al XV secolo ed è citato per la prima volta nel 1638. All'interno è conservata una copia del Volto Santo di Lucca[29] e una statua pregiata della Madonna Addolorata.
- Oratorio della Misericordia, sito in piazza Firmafede nei pressi della Cittadella. Edificato alla fine del XVI secolo è stato sede dell'omonima confraternita. L'impianto strutturale è il frutto dei rimaneggiamenti che si sono susseguiti sino al XVIII secolo. Dal 2003 i locali dell'oratorio sono sede del locale museo diocesano[30].
- Chiesa, convento e chiostro di San Francesco, posti poco fuori le mura del centro storico. La chiesa, sede dell'omonima parrocchia, sorge su un vasto sagrato. La prima notizia documentata dell'edificio religioso risale al 1238, ma la tradizione vuole che san Francesco stesso passò da Sarzana e fondò il convento[31]. Alla fine del XIII secolo il convento era ancora in costruzione, mentre nel XV fu ampliato con il dormitorio e il chiostro. L'impianto è a croce latina e conserva numerose opere d'arte di estrema importanza storico-artistica per Sarzana e la Val di Magra.

#### Chiese delle frazioni e dei quartieri

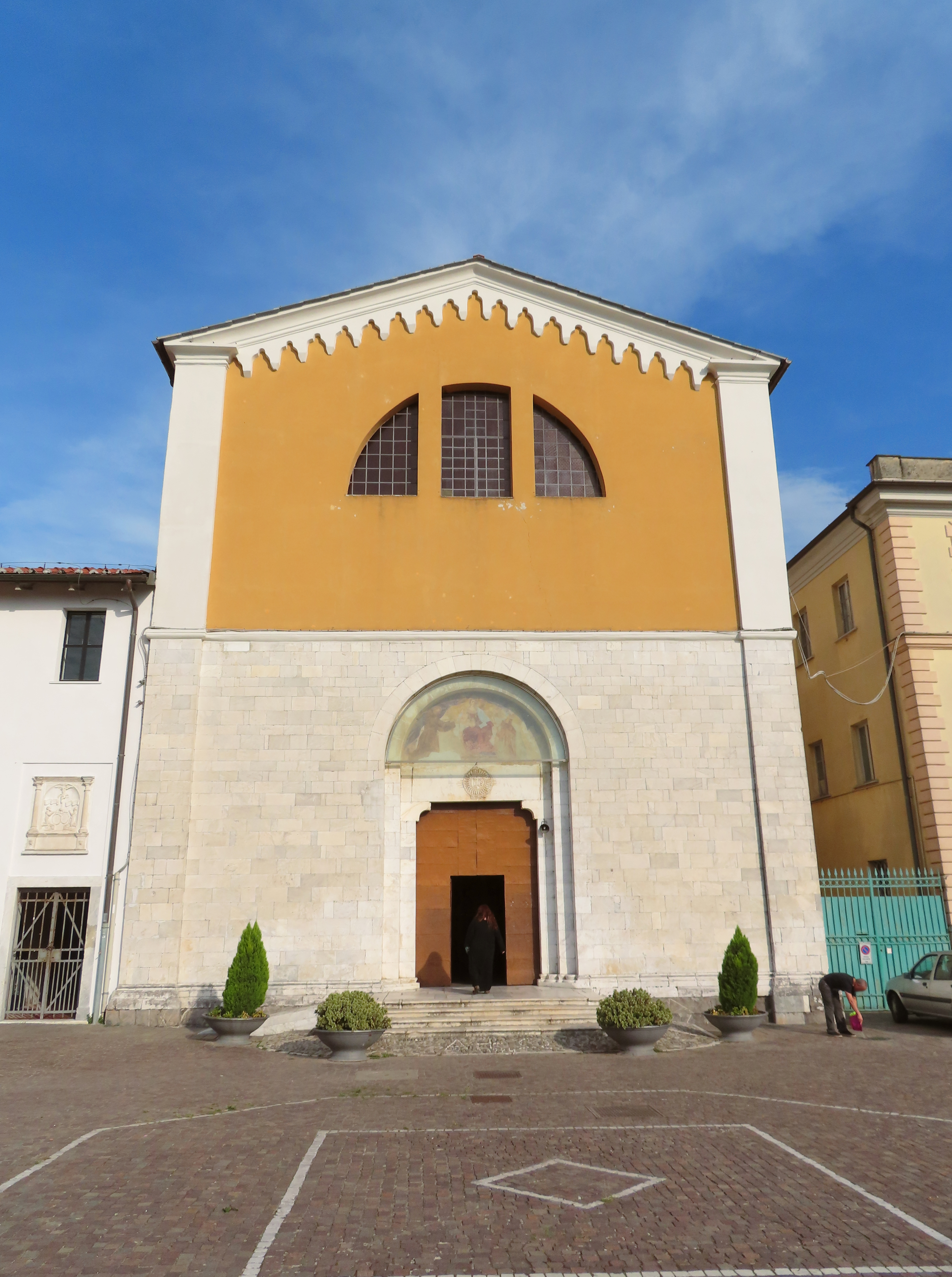
La chiesa di San Francesco

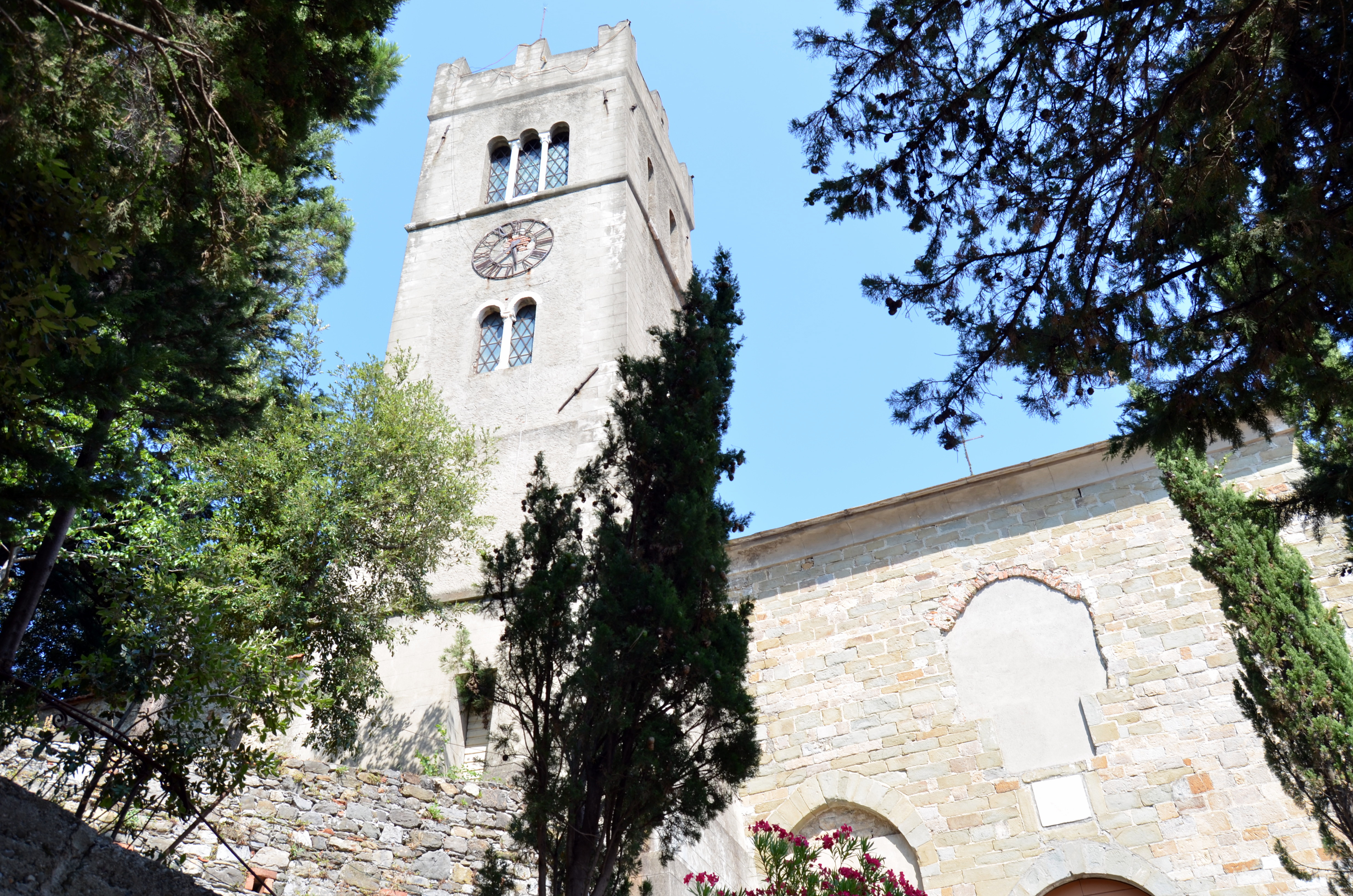
La chiesa parrocchiale dei Santi Fabiano e Sebastiano nella frazione di Falcinello

- Chiesa parrocchiale di Nostra Signora del Carmine, sita nel quartiere della Trinità. Il grande edificio moderno, sede attuale della parrocchia, fu costruito nella seconda metà del Novecento per sostituire l'antica chiesa di Nostra Signora del Carmine, sita poco fuori le mura del centro storico, precisamente in quello che viene chiamato sobborgo Spina. L'edificio antico, chiuso e pericolante, è del XVII secolo e custodiva in origine il dipinto Madonna con il Bambino e i santi Carlo Borromeo, Bernardino da Siena e Antonio di Padova, opera del pittore vicentino Francesco Maffei, uno dei più importanti pittori veneti del XVII secolo[32]; l'opera è conservata presso il locale museo diocesano. L'edificio moderno è invece una struttura in cemento armato e mattoni con un'ampia e luminosa navata. Il crocifisso appeso sul presbiterio è in chiave di design contemporaneo.
- Chiesa di San Giovanni Battista o dei Cappuccini, posta fuori le mura del centro storico, nel quartiere dei Grisei. La chiesa è posizionata su un'altura che ospita anche l'odierno convento delle suore clarisse (in origine dei cappuccini). La chiesa, dipendente dalla parrocchia di San Francesco, risale al XVI secolo e fu consacrata nel 1578. Al suo interno ospita due tele di estrema importanza artistica per opera di Giovanni Battista Paggi e di Domenico Fiasella[33].
- Chiesa parrocchiale di San Lazzaro, sita presso l'omonima frazione. Posizionata lungo la via Aurelia, la chiesa fu edificata tra il 1843 e il 1880 per sostituire la vecchia cappella dell'antico ospitale di San Lazzaro lungo la via Francigena. La consacrazione avvenne il 22 ottobre 1880. A pianta a croce greca e con facciata in stile rinascimentale, conserva al suo interno uno dei dipinti più rappresentativi di Domenico Fiasella, intitolato San Lazzaro implora la Vergine per la città di Sarzana. La tela, datata 1616, raffigura san Lazzaro ferito, con accanto il suo cane, mentre implora la Vergine Maria per la protezione di Sarzana, riprodotta quasi fedelmente nella parte inferiore del dipinto[34]. L'interno, in stile barocco, è interamente affrescato per opera dei fratelli Angelo e Tiziano Triani di Pontremoli.
- Chiesa parrocchiale di San Martino, sita nel quartiere di Sarzanello. Edificata nella seconda metà del XVIII secolo, espone al suo interno diverse opere di artisti locali. In origine conservava il dipinto originale del 1686 di Domenico Piola, raffigurante la Madonna col Bambino con san Francesco, esposto al museo diocesano. Conserva inoltre un bassorilievo della Madonna col Bambino con angeli e santi e altre statue antiche[35].
- Chiesa parrocchiale di San Venanzio, edificata nel 1962[36] al centro del popoloso quartiere della Crociata, posto a sud della locale stazione ferroviaria. La struttura moderna costruita in cemento armato racchiude una spaziosa navata con un crocifisso ligneo sospeso sopra il presbiterio, esempio di manifattura contemporanea.
- Chiesa parrocchiale di Sant'Eutichiano, sita nella frazione costiera di Marinella. Edificata tra il 1881 e il 1882, venne consacrata e aperta al culto il 3 maggio 1882. In origine dipendeva dalla comunità parrocchiale di San Lazzaro. Nel 1937 il vescovo Giovanni Costantini istituì l'omonima e indipendente Parrocchia[37].
- Chiesa parrocchiale di Santa Caterina, sita nell'omonimo quartiere. Risalente al XVII secolo e di piccole dimensioni, conservava in origine una copia della Madonna col Bambino e santi del pittore fiorentino Andrea del Sarto[38], esposta al museo diocesano. Dalla parrocchia di Santa Caterina dipende la cappella dell'ospedale nuovo di San Bartolomeo.
- Chiesa parrocchiale dei Santi Fabiano e Sebastiano, sita nella frazione montana di Falcinello. Riedificata nel corso del XIV secolo e annessa al non più esistente castello locale dei vescovi di Luni, conserva al suo interno due dipinti minori di Domenico Fiasella[39].
- Chiesa dei Santi Pietro e Paolo, nel quartiere di Battifollo. L'edificio, a navata unica e di piccole dimensioni, venne costruito nel corso del Novecento. Dipende dalla parrocchia di San Venanzio.
- Oratorio della Trinità, sito presso l'omonimo quartiere. L'edificio, di piccole dimensioni, fu edificato a spese di monsignor Giovanni Battista Casoni[40] e venne intitolato anche ai santi Pietro e Isidoro[40]. Fino al XVII secolo vi si celebrava la Santa Messa quotidianamente[40]. Caduto in disuso e in totale abbandono, venne in epoca moderna acquistato dalla Cassa di Risparmio della Spezia che lo donò successivamente all'ente comunale[40]. All'interno presenta una pregevole volta affrescata, opera di Stefano Lemmi[40].

#### Oratori e cappelle

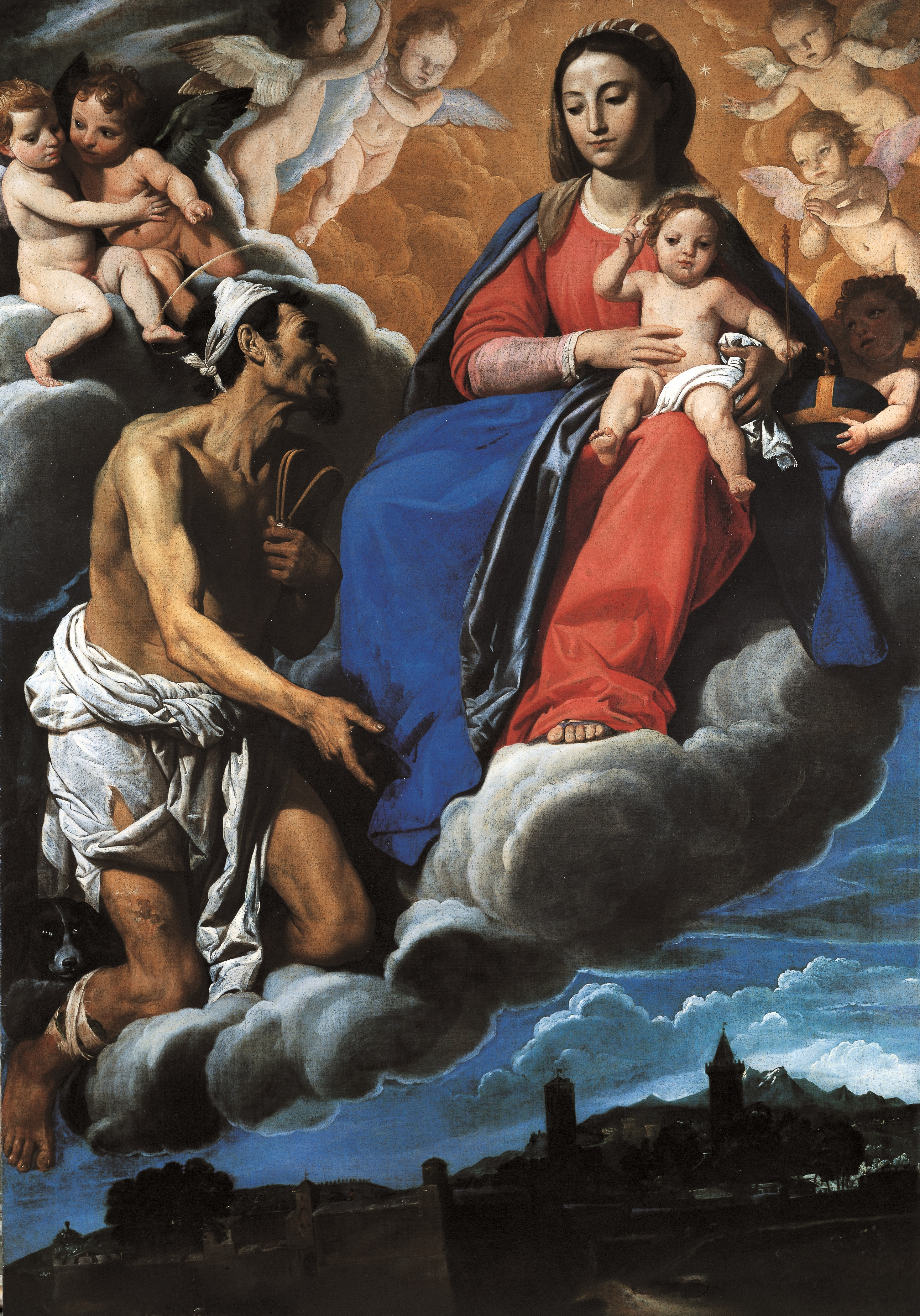
San Lazzaro implora la Vergine per la città di Sarzana, Domenico Fiasella (1616), 213x149 cm, Chiesa di San Lazzaro

- Oratorio degli Angeli custodi, sito nella località di Monterosso, poco distante dalla chiesa di Santa Caterina.
- Oratorio della Natività di Maria, sito nella frazione di Falcinello.
- Oratorio di San Filippo Neri, sito nella Frazione di Falcinello.
- Ex oratorio di San Gottardo, sito nel quartiere dei Grisei. Fu edificato per volere di una famiglia privata di Sarzana, molto devoti a san Gottardo; il piccolo edificio è in stato di abbandono.
- Ex oratorio di San Rocco. L'edificio religioso, non più esistente, era posto nel centro storico ed edificato nel XIV secolo[41] sull'odierna piazza Matteotti. In questo oratorio si celebrava la Santa Messa per i mercenari germanici al servizio della Repubblica di Genova e di stanza a Sarzana[41]. Ancora citato e visitato da monsignor Angelo Peruzzi, nel XVI secolo[41] venne chiuso al culto, probabilmente con l'avvento della dominazione napoleonica di fine XVIII secolo, e quindi venduto ai privati[41].
- Ex oratorio di San Carlo Borromeo. Aperto nel 1684[42] per volere del sacerdote locale Francesco Malastesta, è citato in una visita pastorale di monsignor Giovanni Gerolamo della Torre[42] datata al 1727. I locali del seicentesco oratorio, uno degli ultimi edifici religiosi aperti nel centro storico sarzanese[42], sono adibiti ad attività commerciali.
- Ex oratorio di San Bartolomeo, sito in origine presso l'omonimo ospedale demolito per far spazio ai nuovi fossati e baluardi. Una cappella dedicata a san Bartolomeo fu poi costruita presso il vecchio ospedale omonimo, nei pressi della chiesa di San Francesco, e successivamente anche nel moderno ospedale presso il quartiere di Santa Caterina.
- Ex cappella di San Lazzaro, sita presso l'omonimo e antico ospitale lungo la via Francigena. Il piccolo edificio, risalente al XIII secolo e citato nelle visite pastorali di Monsignor Angelo Peruzzi (XVI secolo), fu sostituito nel XIX secolo dalla nuova parrocchiale di San Lazzaro; l'edificio è in completo abbandono.

#### Altri luoghi di culto
- Chiesa Evangelica Battista, sita nel quartiere dell'Olmo. L'edificio venne edificato nel 1964[43];
- Chiesa Evangelica dei Fratelli situata in prossimità del vecchio mercato cittadino e della stazione ferroviaria in Via Terzi;
- Chiesa Evangelica Apostolica situata in prossimità dello stadio cittadino "Miro Luperi", in via Paradiso;

Queste Assemblee testimoniano la forte presenza evangelica nella città di Sarzana, già a partire dal metà del 1800, dove erano sorte in quegli anni altre comunità ad Arcola e La Spezia.
Intorno al 1860 si era già cominciata a strutturare una piccola comunità di Evangelici Battisti che si riunivano in case, non avendo ancora un luogo comune dove riunirsi. Negli anni successivi, nonostante i ripetuti contrasti con i cattolici locali, si apre il primo locale di culto evangelico della città. Dopo la seconda guerra mondiale viene aperto un nuovo locale di culto acquisito in affitto. Nel 1964, per la generosità di tanti fratelli e sorelle viene acquistato il terreno dove poi si edificherà l'attuale luogo di culto.
Nel 1946 esisteva un gruppo di credenti della chiesa Evangelica dei Fratelli che si riuniva in località Molino del Piano nel comune di Castelnuovo Magra. Le persone iniziarono poi a radunarsi la domenica mattina inizialmente in una sede nell'estrema periferia di Sarzana e precisamente sulla collina dove sorge l'antico castello (fortezza di Sarzanello). In seguito la sede si spostò in un piccolo locale nel centro di Sarzana e precisamente in piazza Cesare Battisti. Negli anni a seguire crebbe il desiderio di avere un locale di riunioni di proprietà, più grande, più accogliente e più rispondente alle necessità della Chiesa così nel 1992 venne inaugurato l'attuale locale di riunioni.

### Architetture civili

#### Palazzi storici e nobiliari del centro storico

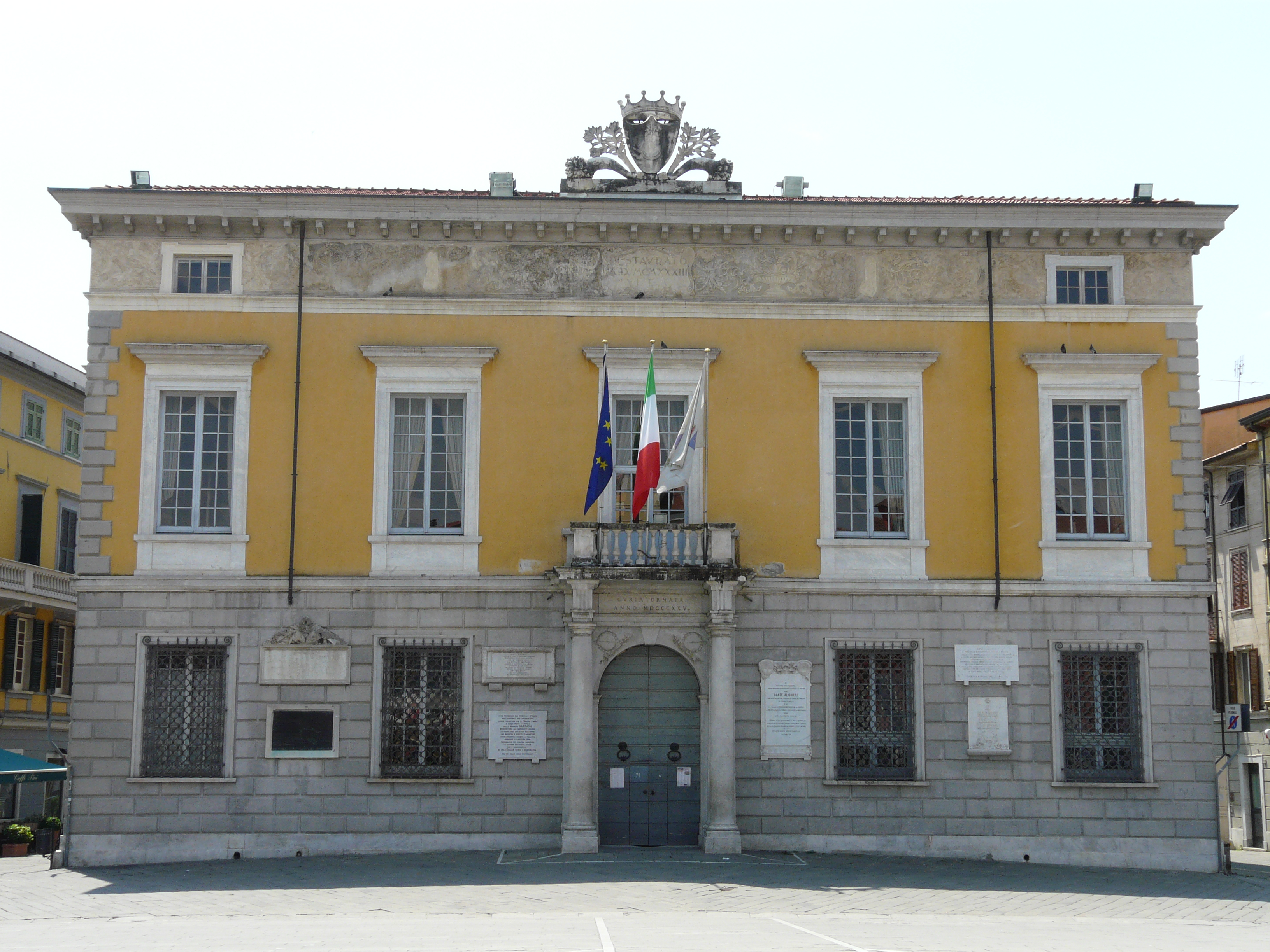
Palazzo Roderio, sede del municipio

La presenza di un mercato e la posizione strategica della città hanno consentito lo sviluppo economico di molte famiglie sarzanesi, le quali hanno costruito nel corso del tempo numerose dimore urbane.
- Casa torre Buonaparte, sita in via Mazzini e un tempo di proprietà della famiglia Buonaparte, che si era trasferita a Sarzana intorno al 1245, probabilmente provenendo da San Miniato.
- Palazzo De Benedetti. Voluto dal cardinale Filippo Calandrini, il quadrangolare edificio fu edificato nel luogo dove - in epoca medievale - sorgeva il palazzo del Comune. Qui, come riportato nei documenti storici del 1306, Dante Alighieri, nel ruolo di ambasciatore per i Malaspina, arrivò a un accordo di pace con il vescovo di Luni Antonio Nuvolone da Camilla (pace di Castelnuovo). Nel 1560 il palazzo passò ai discendenti della famiglia De Benedetti che si prodigheranno a un nuovo rinnovamento pittorico delle sale con affreschi del pittore sarzanese Luigi Belletti.
- Palazzo Fiori, del XIX secolo, restaurato nel corso dell'Ottocento dalla famiglia Capitani. L'edificio è sito in via Bertoloni.
- Palazzo Fontana, sito in piazza Matteotti. Già residenza delle famiglie Bordigoni, Sarteschi e quindi dei Fontana dal 1937, nell'atrio del palazzo sono esposte e conservate molte opere dello scultore Carlo Fontana, quest'ultimo autore, a Sarzana, dei monumenti a Giuseppe Garibaldi e ai Caduti della Seconda Guerra Mondiale (la cosiddetta Procellaria). Tra le opere in esposizione: Tommaso Campanella in carcere (1891); Nudo di atleta (1908); Gesù scaccia i profanatori del tempio; Prometeo liberato; La Sibilla delle Apuane; Capitello colonna (1938); Gessi del monumento ai caduti di Tivoli (1930); Autogenesi; busto di Terenzo Mamiani; busto di una duchessa.

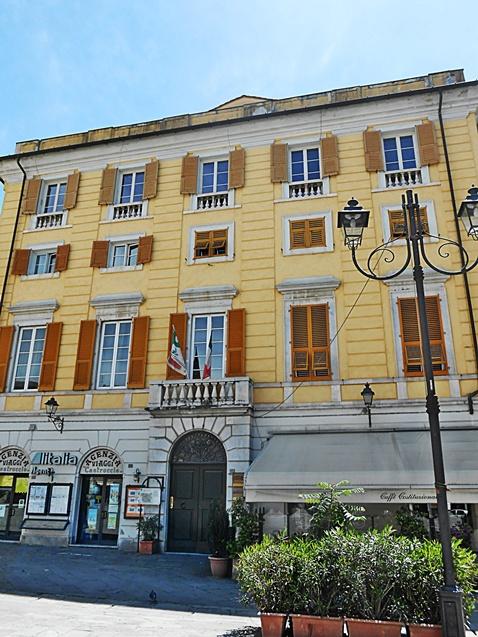
Palazzo Podestà-Lucciardi

- Palazzo Magni-Griffi del 1783 e sito in via Mazzini. È un significativo esempio di classicismo settecentesco che nella sua struttura essenziale prelude all'avvento del Neoclassicismo. Nella facciata scompare ogni elemento decorativo e rimane solo la geometria delle cornici, in gioco composito curvilineo e triangolare dei timpani. Nell'atrio e nello scalone si trova il gusto scenografico barocco, che torna ad animare lo spazio, grazie al gioco di colonne e balaustre che filtrano la luce proveniente dal cortile interno.
- Palazzo Neri, risalente al 1840 e sito in via Mazzini. Costituito da una facciata composita e sobria, ha al suo interno le sale tutte affrescate. Il giardino con il pozzo dell'antico convento delle Clarisse, su una parte del quale è sorto il palazzo, costituisce un elemento architettonico originale. Tutto l'isolato era occupato dalla chiesa e dal convento, con un'area di pertinenza che occupava parte della vicina piazza Garibaldi. Soppresso il convento con la dominazione napoleonica, l'edificio fu residenza privata e locanda ("Locanda della posta"); qui nel 1839 morì la nipote di Napoleone, Charlotte Napoléone Bonaparte. Acquistato nel 1840 da Pietro Neri, il palazzo riscoprì una nuova fase d'abbellimento negli spazi e nelle forme attuali.
- Palazzo Parentucelli, sito in piazza Matteotti. L'edificio poggia su un porticato da cui emergono le antiche colonne medievali. La facciata ottocentesca è decorata da un doppio medaglione raffigurante la Vergine Immacolata e san Giuseppe. Il palazzo appartenne alla famiglia Parentucelli, la quale diede i natali al papa Niccolò V.
- Palazzo Picedi-Benettini, sito quasi adiacente alla cattedrale. L'edificio risale al XVI secolo. I saloni del piano nobile sono stati affrescati dal pittore sarzanese Luigi Belletti nel XIX secolo.
- Palazzo Picedi-Benettini-Gropallo, del 1720 e sito in via Mazzini. È una costruzione che si erge secondo un impianto tardo rinascimentale toscano e ha nella facciata la sua forma più originale. Il basamento è ornato da splendide grate in ferro battuto. Al piano nobile il ritmo è scandito dalle cornici delle finestre e dall'alternanza dei timpani curvilinei con quelli triangolari, motivo ripetuto con più leggerezza all'ultimo piano. Tra i visitatori illustri del palazzo ci furono la duchessa di Parma Maria Luigia (in occasione dell'apertura del lavori per la nuova via della Cisa), papa Pio VII (che concesse alla cappella interna del palazzo il titolo di cappella gentilizia), la contessa Laura Picedi e il marchese Giacomo Gropallo, quest'ultimo promotore della bonifica privata della zona paludosa tra Luni e Marinella di Sarzana.
- Palazzo Podestà-Lucciardi, del 1819 e sito in piazza Matteotti, quasi adiacente al palazzo comunale. L'edificio è un raro esempio di architettura neoclassica, realizzato su progetto di Carlo Barabino per la famiglia Podestà. Nel palazzo viene espresso un classicismo costruito, ragionato attraverso l'uso del bugnato appiattito. Sul tetto l'altana forma un tempietto classico. Al pianterreno il palazzo ospita il Caffè Costituzionale, uno degli storici caffè borghesi di Sarzana assieme a Gemmi, quest'ultimo posto lungo via Mazzini.

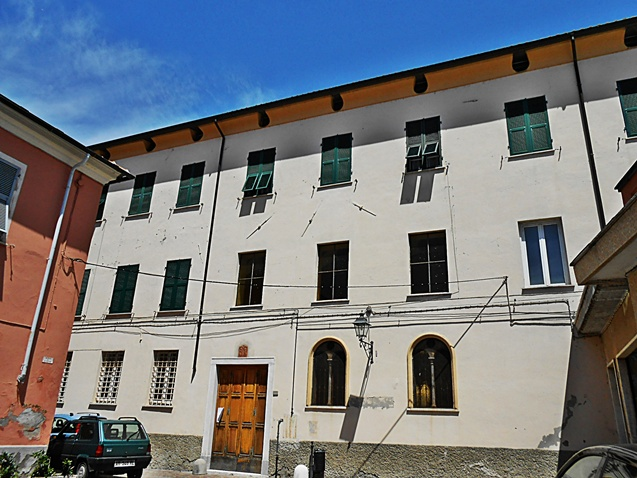
Palazzo del Seminario Vescovile

- Palazzo Remedi, sito in piazza Matteotti. L'atrio, di ampie dimensioni conserva una pregevole ninfa, nonché statue e medaglioni del Seicento e Settecento.
- Palazzo Tusini, risalente al XIV secolo e sito lungo via Mazzini. Edificato nel tardo Cinquecento per volere della famiglia Bernucci, forse sui resti di una preesistente casa-torre del Medioevo, il palazzo ha subito diversi rimaneggiamenti nel corso del Settecento. Di proprietà dei vari discendenti Bernucci fino al 1850, fu venduto ai Tusini presumibilmente per motivi economici. L'atrio presenta affreschi di gusto neoclassico.
- Palazzo Comunale, sede del municipio e impropriamente nominato come Palazzo Roderio, dal nome dell'architetto genovese che lo progettò. L'edificio, edificato tra il XV secolo e il XVI secolo, presenta la struttura tipica dei palazzi genovesi, con un cortile centrale delimitato da un porticato intorno al quale si sviluppano i diversi ambienti. Nel cortile sono esposti alcuni stemmi gentilizi e diversi frammenti di colonne antiche provenienti dalla colonia romana di Luni. La sala del consiglio comunale, posta al primo piano e al termine dell'imponente scalinata in marmo, conserva grandi dipinti raffiguranti alcuni degli uomini illustri che hanno caratterizzato la storia di Sarzana, tra i quali Niccolò V.
- Palazzo degli Uffici, costruito tra Ottocento e Novecento sul lato destro di piazza Garibaldi.
- Palazzo del Seminario Vescovile, sito in via Mascardi e ospitante, oltre al seminario appunto, anche l'archivio storico della diocesi spezzina e la biblioteca Niccolò V.
- Ex Palazzo Vescovile. La costruzione del palazzo si rese necessaria dopo il trasferimento a Sarzana, nel 1465, del titolo diocesano della nuova diocesi di Luni-Sarzana. L'edificio fu portato a compimento nel 1471 sotto la guida del vescovo Antonio Maria Parentucelli. Nel grande salone principale conserva diversi affreschi, arredi e ritratti delle più note personalità religiose della diocesi lunense.

#### Ville urbane ed extraurbane

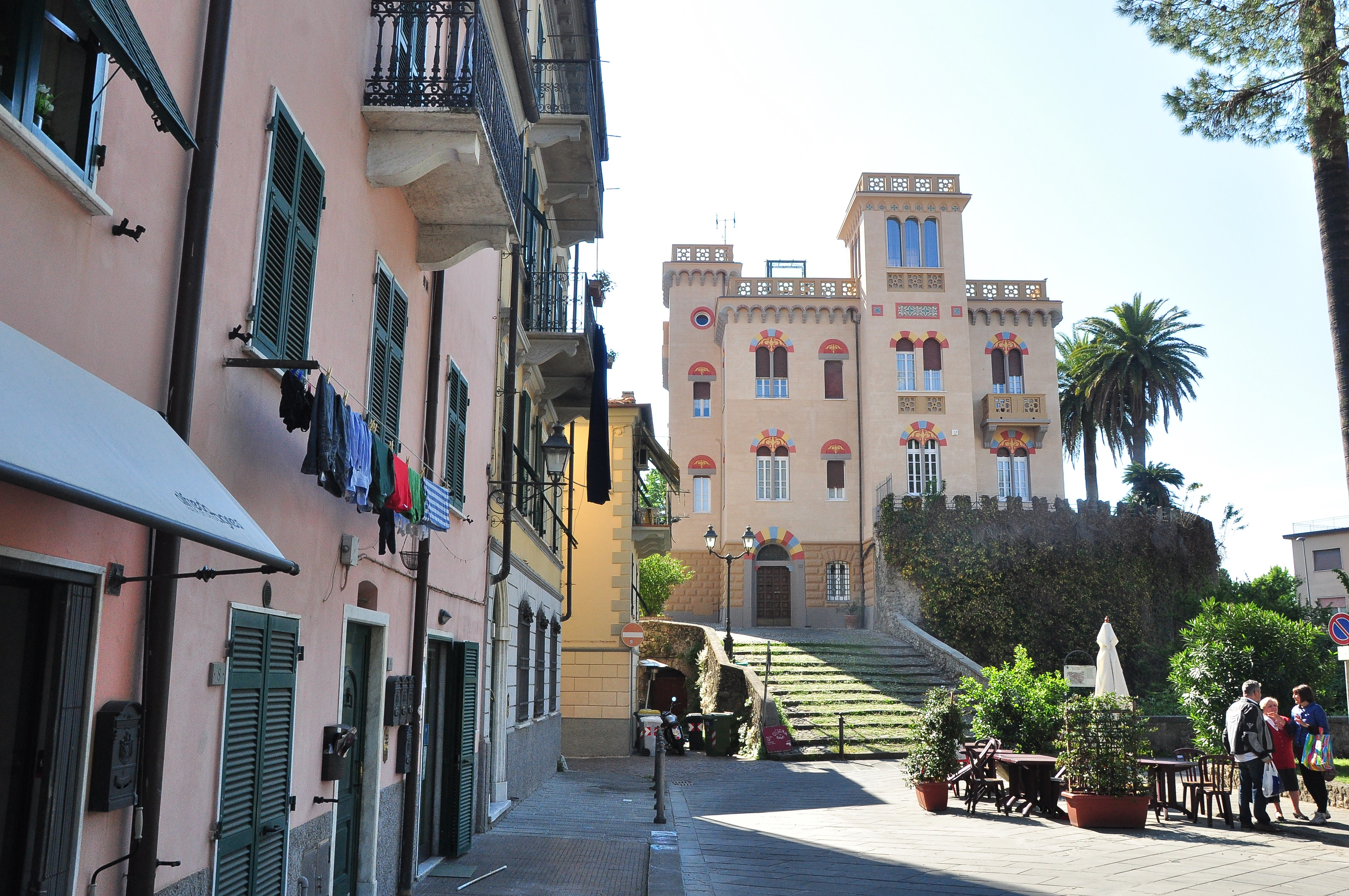
Villa Carpena, sul torrione Testaforte

Il territorio intorno al borgo di Sarzana, data la sua morfologia e il suo clima, ha favorito la costruzione di numerose ville nobiliari, le quali si trovano numerose anche nei territori di Fosdinovo, Castelnuovo Magra e Santo Stefano di Magra.
- Villino Carpena è un esempio di villa urbana e sorge sul torrione Testaforte, uno dei torrioni perimetrali del centro storico. La sua struttura, che cerca di ricalcare le forme tipiche del Medioevo, è in realtà una costruzione ottocentesca.
- Villa Podestà-Lucciardi, sita in località Fusicchio di Sarzanello. Nel luogo già esisteva una dimora di proprietà di Antonio Maria Quartara, costituita da tre fondi e tre ambienti al primo piano[46]. Tale abitazione venne nel 1731[46] acquistata da Stefano Lucciardi e fu il figlio di quest'ultimo, Domenico, a ottenere nel 1793[46] il permesso dal vescovo di costruire una cappella interna alla villa. Le forme attuali della dimora, caratterizzata dalle quattro uguali torri merlate ai lati, verranno raggiunte tra la fine del Settecento e l'inizio dell'Ottocento con Bartolomeo Lucciardi[46].
- Villa Ollandini, sita a meno di un chilometro dal centro storico di Sarzana[47], all'estremità sud del viale alberato che conduce verso Porta Romana. La villa fu edificata nel corso del Settecento per la famiglia Ollandini, originaria di Lerici, da uno sconosciuto architetto probabilmente dell'area genovese. Il genovese Michele Canzio[48] fu invece l'ideatore del vasto giardino, considerato a lungo come esempio di orto botanico di eccellenza. Nell'agosto del 1854 la villa ospitò la regina Maria Adelaide d'Asburgo-Lorena[48]. L'edificio fu pesantemente rivisto e modificato dopo la vendita avvenuta il 23 aprile 1938[48], quando gli spazi interni furono convertiti per essere utilizzati dai bambini in cura presso il Preventorio antitubercolare della Spezia[48]. La villa e il parco annesso sono al centro di un importante progetto di riqualificazione dopo decenni di incuria[49], il quale interessa sia il giardino sia i diversi fabbricati, come anche la cosiddetta casa del custode.
- Villa Groppallo. Esistono due ville che portano questo nome, entrambe erette tra il XIX e il XX secolo: una si trova lungo la via Aurelia, in prossimità del torrente San Michele; l'altra si trova nella zona di Montecavallo, tra le frazioni di San Lazzaro e di Sarzanello.

#### Altri edifici storici

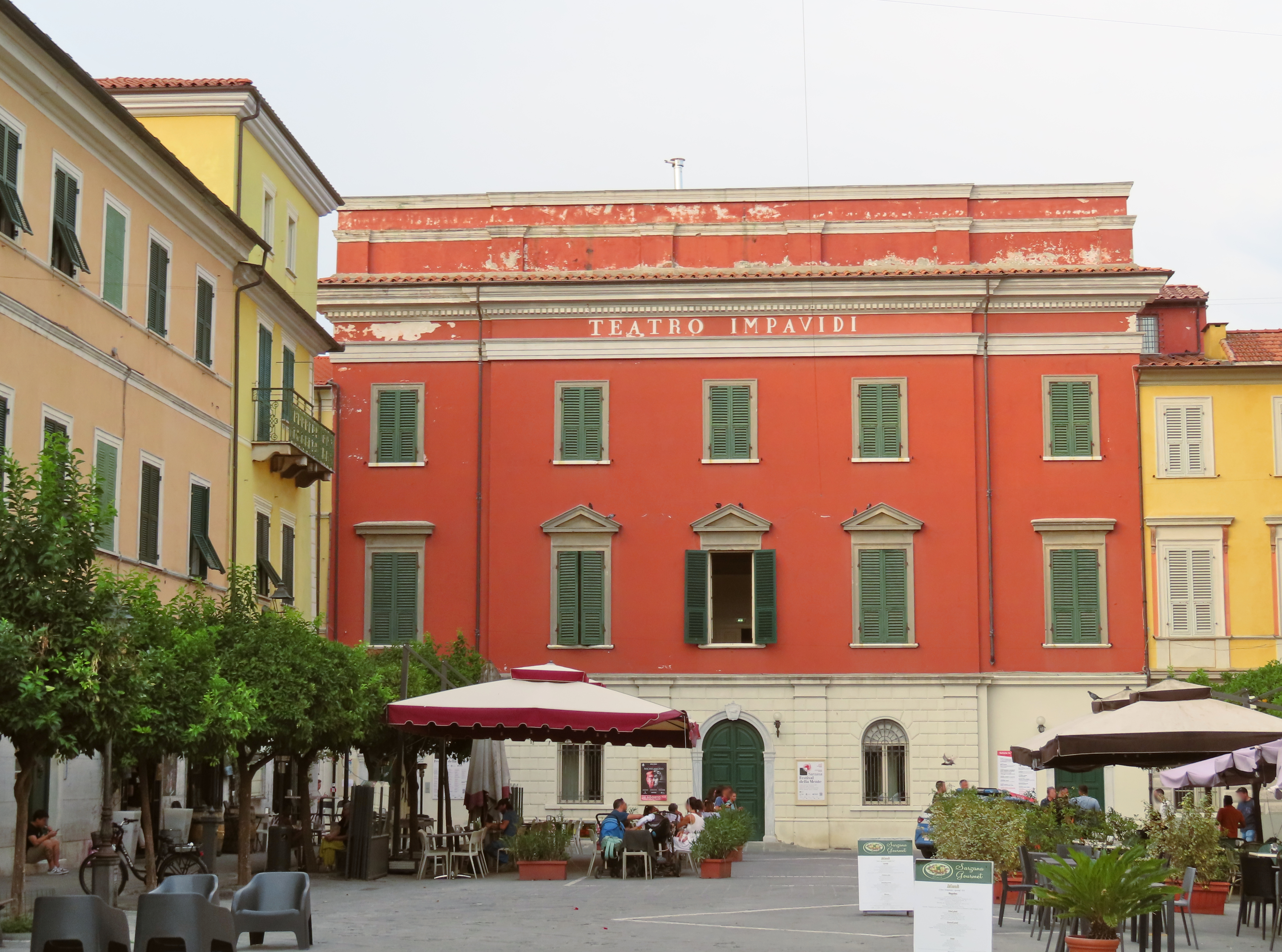
Teatro Impavidi

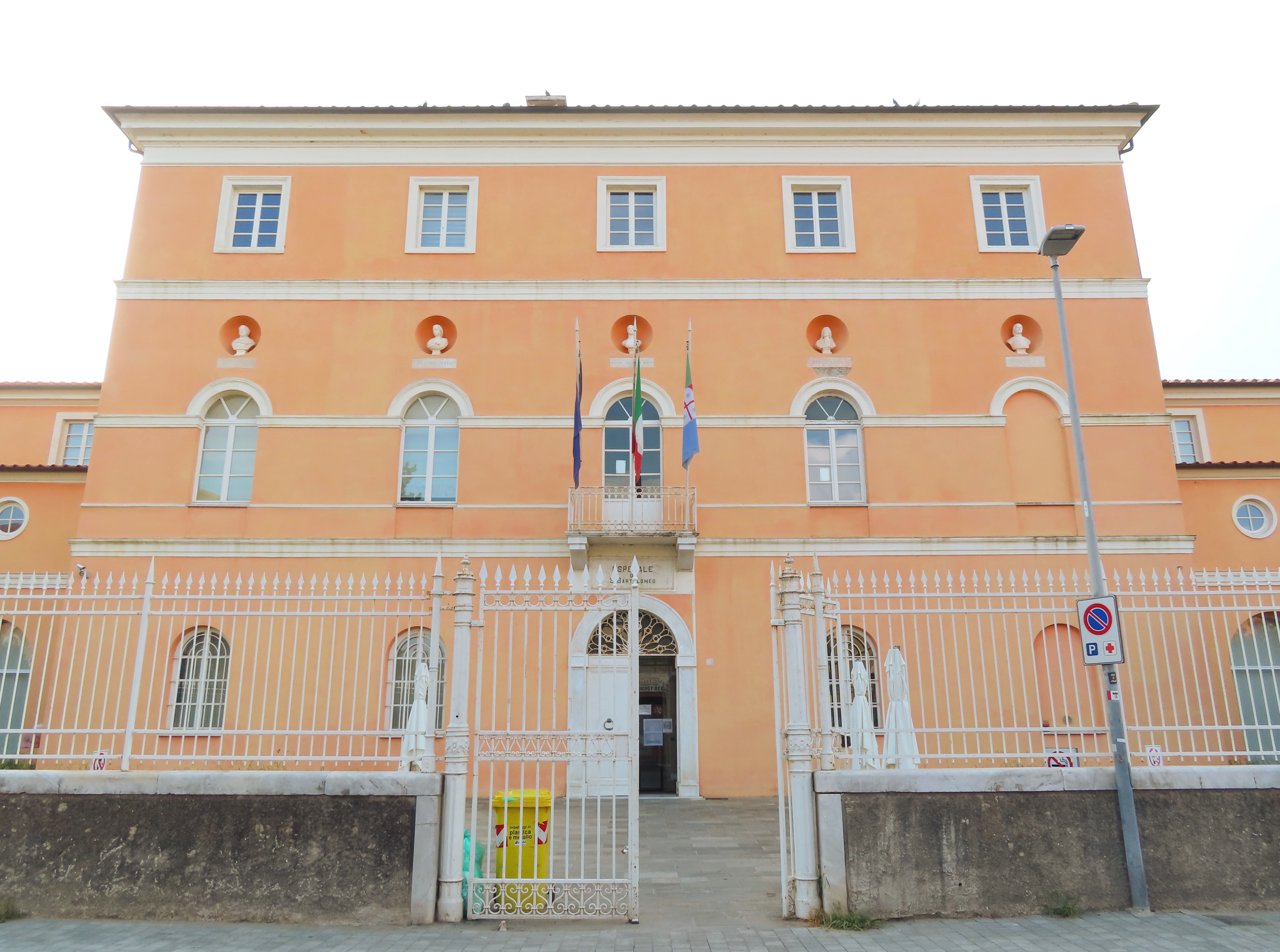
Antico ospedale di San Bartolomeo

Tra gli edifici pubblici e privati che possiedono una rilevanza storico-artistica ci sono:
- Teatro Impavidi, edificato all'interno del soppresso complesso conventuale dei frati Domenicani tra il 1807 e il 1809, su progetto di Paolo Bargigli e di Bernardo Valenti. L'edificio, che sorge su piazza Garibaldi, è l'unico teatro cittadino e il secondo, per capienza (940 posti), della provincia spezzina. Subì ingenti danni per un crollo del soffitto nel 1815 e per la perforazione della volta causata da una bomba nella seconda guerra mondiale. Restaurato e riaperto al pubblico nel 2018 si presenta come un piccolo gioiello architettonico, con la classica forma a ferro di cavallo dei teatri all'italiana.
- Ex Hotel Laurina. L'edificio si affaccia su piazza San Giorgio e presenta lineamenti classici con un ampio porticato. La struttura cadde in disuso in seguito a un incendio. Nel corso del 2018 e 2019 l'edificio è stato completamente ristrutturato.
- Ospedale Vecchio di San Bartolomeo. La struttura, situata nel periodo medievale al di fuori della cinta muraria del borgo storico sarzanese, nel corso del XVI secolo venne inglobata nella nuova fortificazione muraria. Per esigenze strutturali la sede dell'ospedale fu poi spostata, nell'Ottocento, in un nuovo edificio a nord della città, nei pressi della chiesa e convento di San Francesco, ancora utilizzato e ristrutturato. Sulla facciata della sede ottocentesca è posizionato il busto in marmo della benefattrice Paolina Ollandini Remedi; è stata costruita in località Santa Caterina una struttura ospedaliera più moderna ed efficiente, sempre intitolata a San Bartolomeo.
- Antico ospitale di San Lazzaro, situato nell'omonima frazione. Esso viene citato per la prima volta nel 1228 e fungeva sia da ricovero per viandanti, pellegrini e malati (era anche un lazzaretto), sia come luogo per lo stoccaggio delle merci in quarantena dirette al borgo di Sarzana. L'ente possedeva un vasto patrimonio terriero e ospitava al suo interno la vecchia chiesa di San Lazzaro e un'osteria. Verso la fine del XVIII secolo l'ente assistenziale venne soppresso e trasformato in piccolo borgo agricolo, abitato sino agli anni Sessanta del Novecento; quello che rimane del complesso ospedaliero è adibito a magazzino di materiali edili.
- Colonia Olivetti, presso la frazione di Marinella. L'edificio, costruito in stile razionalista, è inserito in un ampio parco che affaccia direttamente sulla spiaggia; nel ventunesimo secolo è abbandonato.
- Plesso scolastico di via XXI luglio, posto lungo il viale tra piazza Garibaldi e la stazione ferroviaria. Costruito negli anni Trenta del Novecento, è chiuso dal 2006.

### Architetture militari

#### Fortezza di Sarzanello

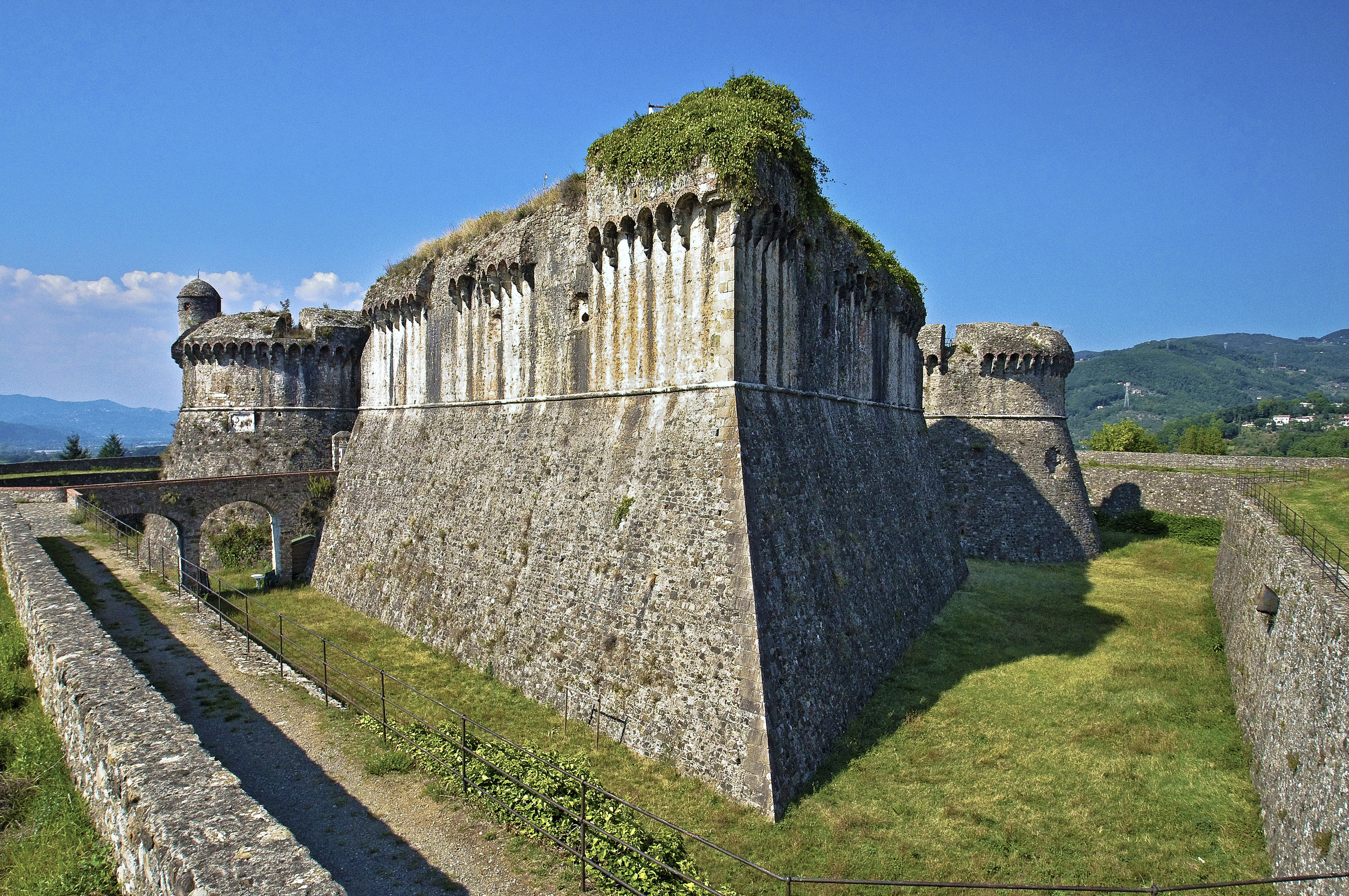
La fortezza di Sarzanello, il Rivellino

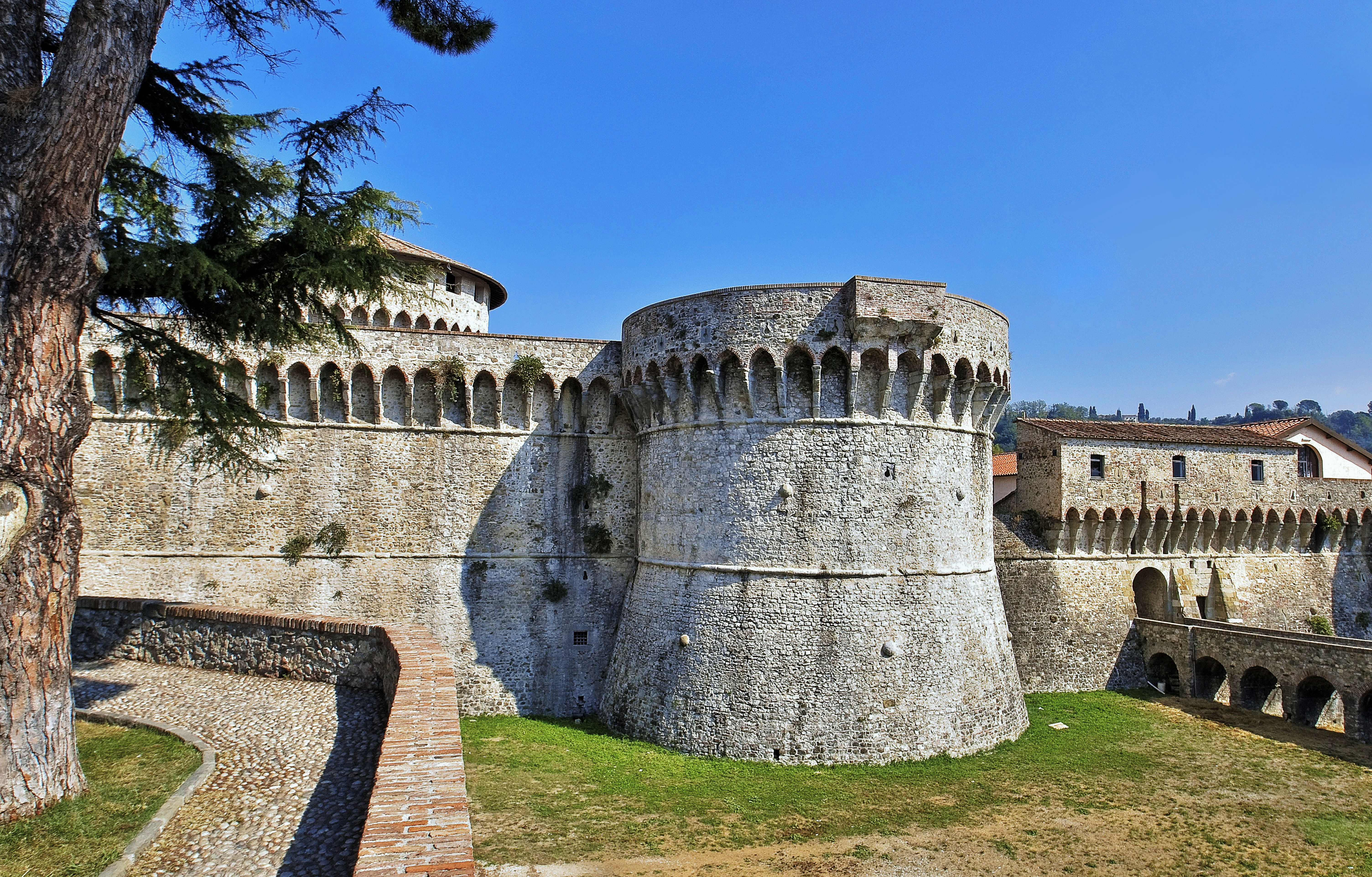
L'ingresso alla Cittadella

Uno dei simboli di Sarzana è la fortificazione militare che sorge sulla vicina collina di Sarzanello, da cui appunto prende la denominazione, e domina la vallata del Magra. È un mirabile esempio della nuova architettura militare rinascimentale con le mura molto spesse e oblique per resistere alle artiglierie, difesa da un rivellino a forma di prua di nave. Fu prototipo per le successive costruzioni di fortezze in epoca rinascimentale.
Antica sede vescovile, la fortezza fu per secoli presidio militare della vallata, centro nevralgico e strategico, e fu spesso al centro delle contese militari della zona; la fortezza è visitabile solo negli orari di apertura, mentre l'intera collinetta è liberamente accessibile ed è un punto panoramico suggestivo su tutta la vallata sino al mare. Sovente la fortezza ospita eventi culturali come mostre o eventi musicali.

#### La Cittadella
La Cittadella, chiamata anche fortezza di Sarzana o fortezza Firmafede, fu la prima fortificazione cittadina sarzanese, edificata nel XIII secolo. Fu possedimento del signore Castruccio Castracani, che apportò numerose e rilevanti modifiche ai suoi sistemi difensivi, e, dopo una sua distruzione nel 1487 ad opera di Firenze, venne ricostruita su ordine dello stesso Lorenzo de' Medici.
Nel 1494 anche la Repubblica di Genova, rientrata in possesso di Sarzana, completò i lavori della Cittadella.
La fortezza è utilizzata come sede di manifestazioni culturali e mostre e ospita anche il museo delle Fortezze, un percorso interattivo che ripercorre la storia di Sarzana e della Lunigiana.

#### Castello della Brina

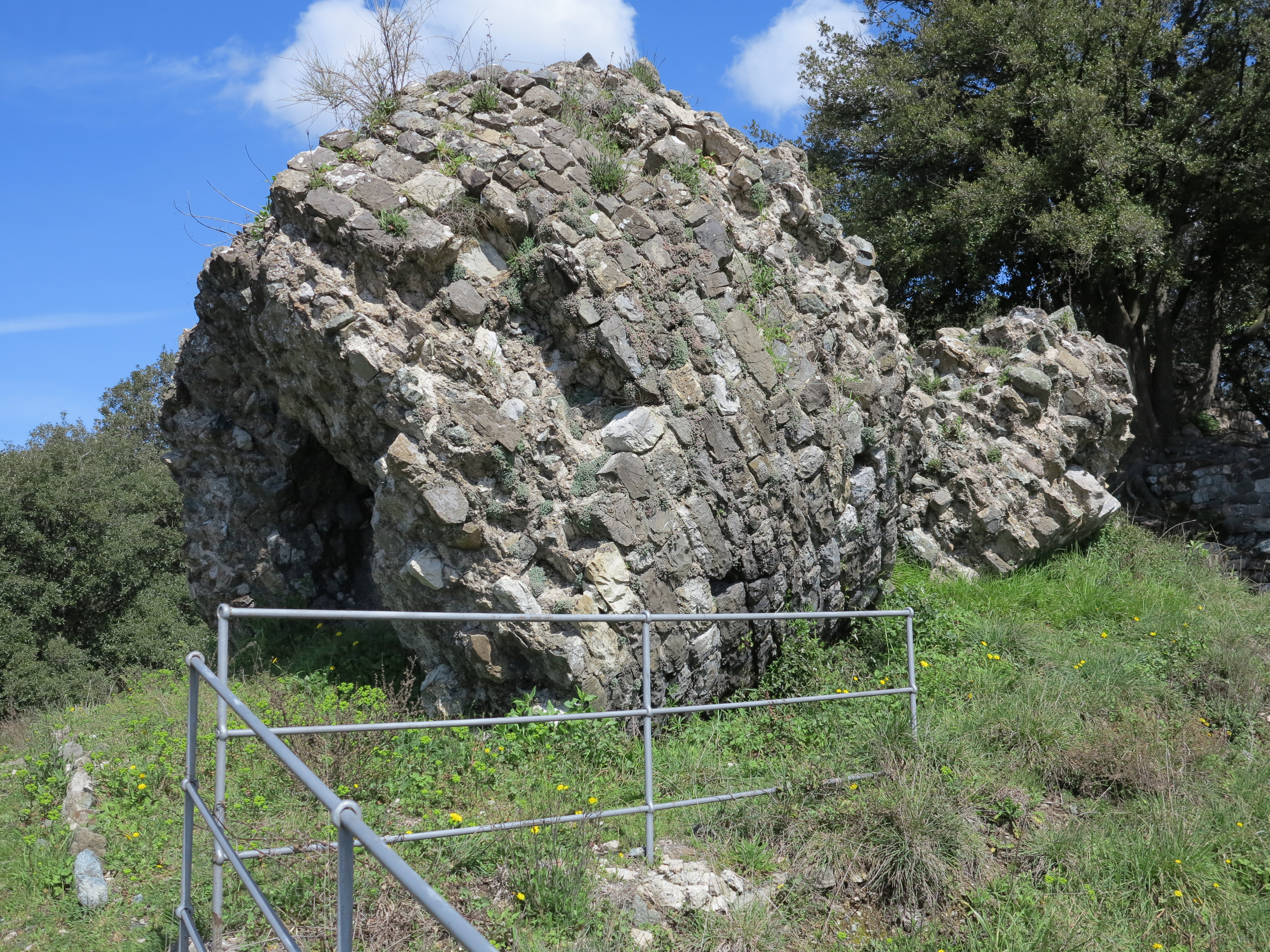
Resti della torre rotonda del castello della Brina

Tra le postazioni difensive del territorio sarzanese, il castello della Brina, dell'XI secolo, fu edificato nei pressi di Falcinello dai conti-vescovi di Luni per il controllo delle vie di comunicazioni e commerciali che dal borgo storico dipartivano per le località della valle e dell'Appennino. Il castello, distrutto in un periodo indefinito, è costituito da qualche rudere delle mura e dall'abbattuta torre circolare.

#### I torrioni e le porte del borgo antico
Sarzana era difesa da una cinta muraria segnata da una serie di torrioni che costituivano l'accesso e la difesa del borgo: il torrione Testaforte a sud ovest, il torrione Genovese e il torrione Stella a nord e il torrione San Francesco a nord est.
Il torrione Testaforte fu costruito nel 1513 dal podestà sarzanese Luchino Stella. Sul torrione la famiglia Carpena costruì successivamente la propria residenza, villa Carpena appunto. Il torrione si congiunge con la Cittadella attraverso un camminamento che passa sopra Porta Romana, l'accesso meridionale della città, sormontata da una grande statua della Madonna e dallo stemma di Genova. Dalla parte opposta, percorrendo l'attuale via Mazzini, si arriva all'altra porta della città ancora esistente: Porta Parma. Tale accesso è l'anello di congiunzione tra altri due torrioni: il torrione genovese o di San Giorgio e il torrione Stella. Sul bastione del primo è ancora visibile il bassorilievo raffigurante San Giorgio che uccide il drago, simbolo e testimonianza della presenza genovese in città. A pochi metri dalla porta parte poi una strada lastricata in ciottolato, detta via Torrione Genovese, che ripercorre le antiche mura fino a raggiungere piazza San Giorgio, antica sede della dogana. Dalla parte opposta a via Torrione Genovese, si dipana via Torrione San Francesco che conduce al torrione omonimo, anch'esso edificato nel 1513 e ulteriore bastione a difesa della zona settentrionale della città.
Anticamente il borgo di Sarzana aveva altre due porte, non più esistenti: quella di San Giorgio, detta anche porta del Mare, che sorgeva nell'attuale piazza San Giorgio, e la porta detta dei morti, che sorgeva in direzione della chiesa di San Francesco, fuori le mura cittadine.
Di recente scoperta è invece l'antica Porta Pisana, ben visibile nelle mura vicino alla fortezza Firmafede, che fu il primo accesso alla città dal lato sud, prima cioè di Porta Romana.

### Vie e Piazze del centro storico

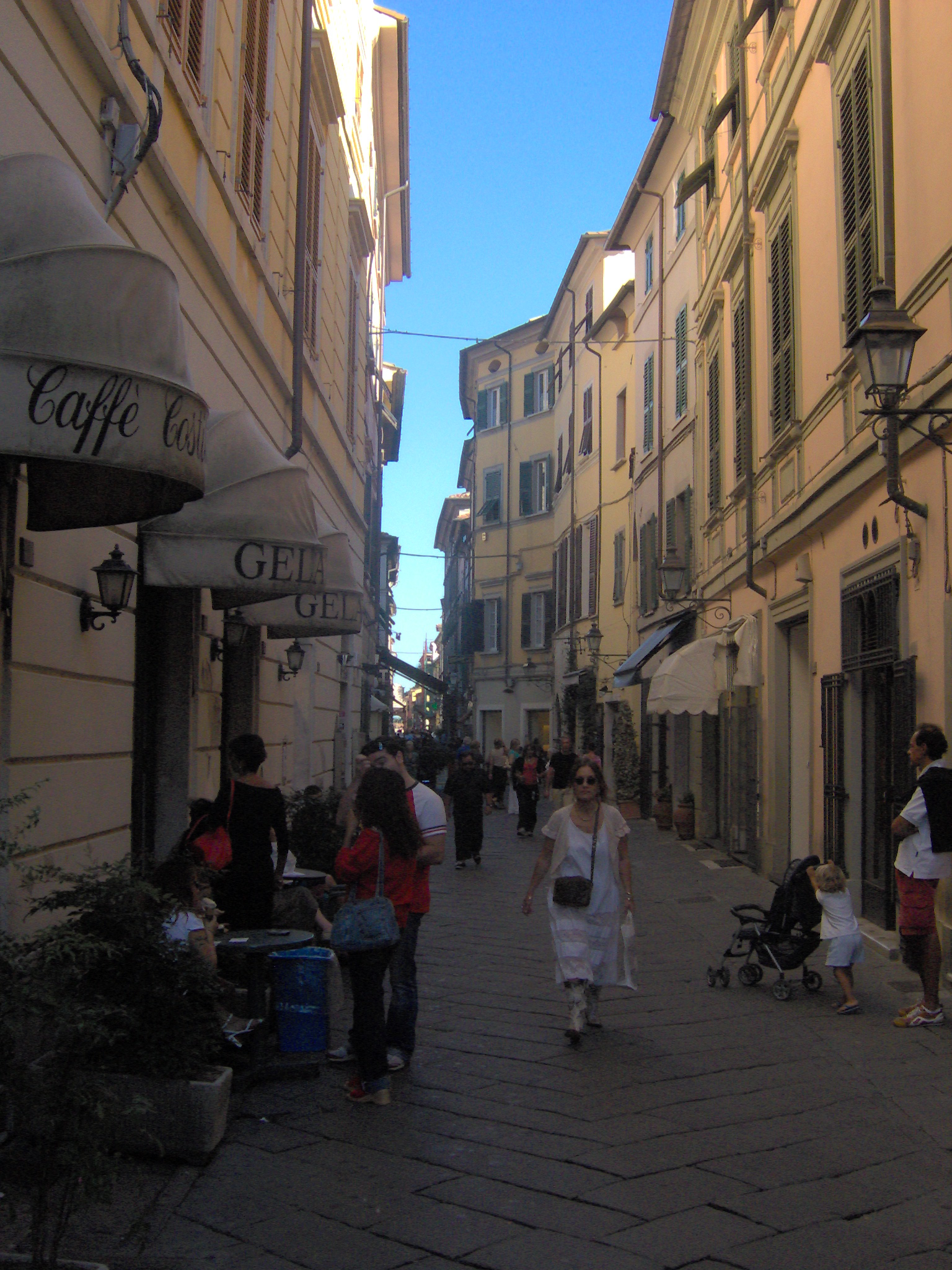
Via Mazzini

Nel centro storico si trovano diverse vie e piazze importanti:
- Via Mazzini, arteria principale del centro storico sulla quale si affacciano importanti palazzi, nonché la cattedrale e la pieve di Sant'Andrea. Corrisponde al tracciato originario della via Aurelia e della via Francigena.
- Via Bertoloni, prosecuzione di via Mazzini oltre piazza Matteotti.
- Via Landinelli, ricavata in seguito all'interramento di buona parte della cinta muraria meridionale del borgo medievale. Corre parallela a via Mazzini.
- Via Cattani, via Fiasella e via Mascardi. Sono le cosiddette vie dell'antiquariato; infatti ospitano numerose e pregiate botteghe artigianali.
- Piazza Matteotti, anticamente chiamata "piazza della Calcandola" e "piazza Vittorio Emanuele", rappresenta il cuore del centro storico monumentale di Sarzana. In questo luogo la mattina del 6 ottobre del 1306, ante missam, Dante Alighieri ricevette la procura in bianco da Franceschino Malaspina, marchese di Mulazzo, che avrebbe valso la mattina stessa la pace con il vescovo-conte di Luni, Antonio Nuvolone da Camilla. Si tratta dell'unico luogo certo (assieme al palazzo vescovile di Castelnuovo Magra, teatro del trattato di pace) della presenza di Dante di tutta la biografia dell'esilio. Nel 1906 la piazza fu teatro delle prime celebrazioni ufficiali dell'Anno Dantesco e vi fu affissa la celebre epigrafe, dettata da Achille Pellizzari, che si conclude con lo splendido verso Orma di Dante non si cancella. Sulla piazza si affacciano numerosi palazzi storici e il palazzo comunale.
- Piazza Garibaldi, di forma rettangolare, venne ricavata nell'Ottocento dal cortile dei conventi che in epoca medievale e rinascimentale occupavano quell'area della città. Sulla piazza si affaccia il Teatro Impavidi.
- Piazza San Giorgio, centro della vita notturna sarzanese e aperta verso la parte moderna della città, sorge nell'area che sino al XIX secolo era occupata dallo sperone rinforzato delle mura a difesa della borgo. Sulla piazza si affaccia l'ex Hotel Laurina.
- Piazza Luni, retrostante il municipio. Anticamente era conosciuta come "piazza delle Erbe", dedicata cioè al mercato di frutta e ortaggi.
- Piazza Firmafede. Piccola piazza nei pressi di porta romana e della Cittadella. Su di essa sorge l'oratorio della Misericordia, sede del locale Museo Diocesano.
- Piazza Cesare Battisti. Prosecuzione laterale di piazza Garibaldi. Venne creata negli anni Venti e Trenta del XX secolo dopo l'interramento di parte dei fossati meridionali della città.
- Piazza Fabrizio De André. Spazio aperto ricavato di fianco all'edificio che ospita la biblioteca comunale. La piazza ospita un palco moderno dedicato al cantautore genovese adibito per la rappresentazione di spettacoli musicali.

### Monumenti

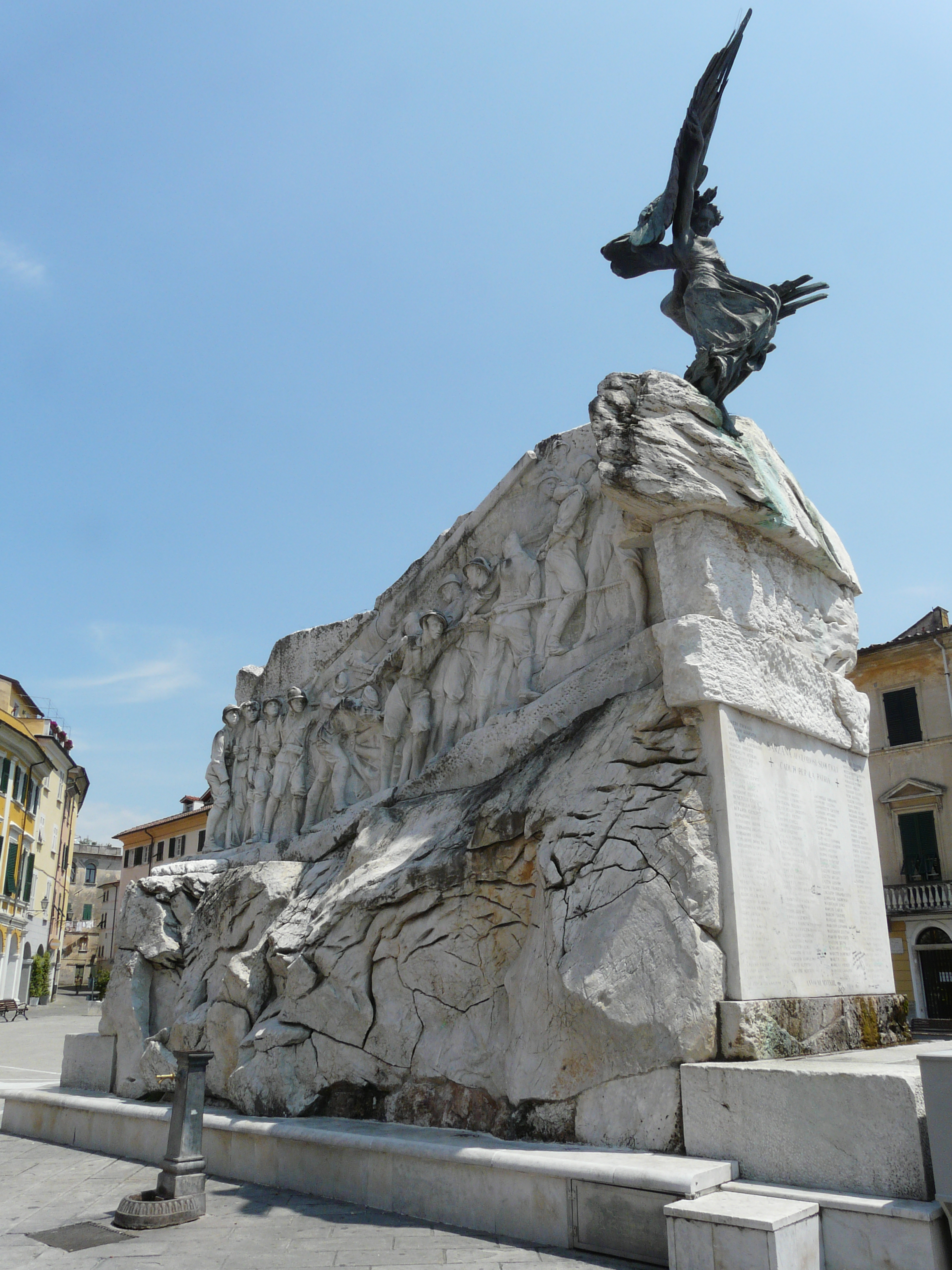
Monumento ai caduti della prima guerra mondiale, Carlo Fontana, 1934

- Monumento ai caduti della Prima Guerra Mondiale di Carlo Fontana, del 1934, al centro di piazza Matteotti. Voluto per onorare i militari caduti nel corso della prima guerra mondiale, il monumento raffigura, su un lato, alcuni soldati che in braccio trasportano un cannone lungo un sentiero di montagna; nella parte alta del monumento spicca la "Vittoria alata" - detta "la Procellaria" - anch'essa opera dello scultore Fontana[51].
- Il Genio della Stirpe, di Carlo Fontana, collocato all'estremità sud di piazza Garibaldi. Conosciuto, erroneamente, come il monumento a Giuseppe Garibaldi, il monumento del Fontana, progettato nel 1907 e portato a termine nel 1914, vuole simboleggiare in realtà l'avvenire e il futuro del popolo italiano con la protezione di Garibaldi, uomo chiave e tra i personaggi più importanti del Risorgimento e dell'Unità d'Italia. La statua, raffigurante un gigante con scudo su cui campeggia il profilo dell'Uomo dei due mondi, è stata ricavata da un unico blocco di marmo bianco di Carrara che, dopo la sua realizzazione nelle cave, è stata trasportata a Sarzana con un buon numero di buoi e collocata con un'apposita attrezzatura sopra il basamento[52].
- Monumenti ai marinai caduti, inaugurato il 28 gennaio del 1981, presso l'omonimo largo lungo il viale della stazione.
- Monumento-stele ad Agostino Paci presso i giardini della stazione ferroviaria di Sarzana.
- Monumento a Carlo Fabbricotti presso il cimitero di Marinella di Sarzana, opera del 1913 dello scultore carrarese Alessandro Lazzerini.
- La croce di San Francesco d'Assisi, collocata nel 1902 sul luogo di una preesistente croce e dove, secondo la tradizione locale, vi fu l'incontro tra san Francesco d'Assisi e san Domenico. Si trova nei pressi della chiesa di San Francesco.
- Monumento ai caduti di San Lazzaro della Prima Guerra Mondiale, collocato sulla facciata della scuola elementare della frazione di San Lazzaro. La lapide venne posta in occasione dell'inaugurazione dell'edificio il 22 ottobre 1932.

## Società

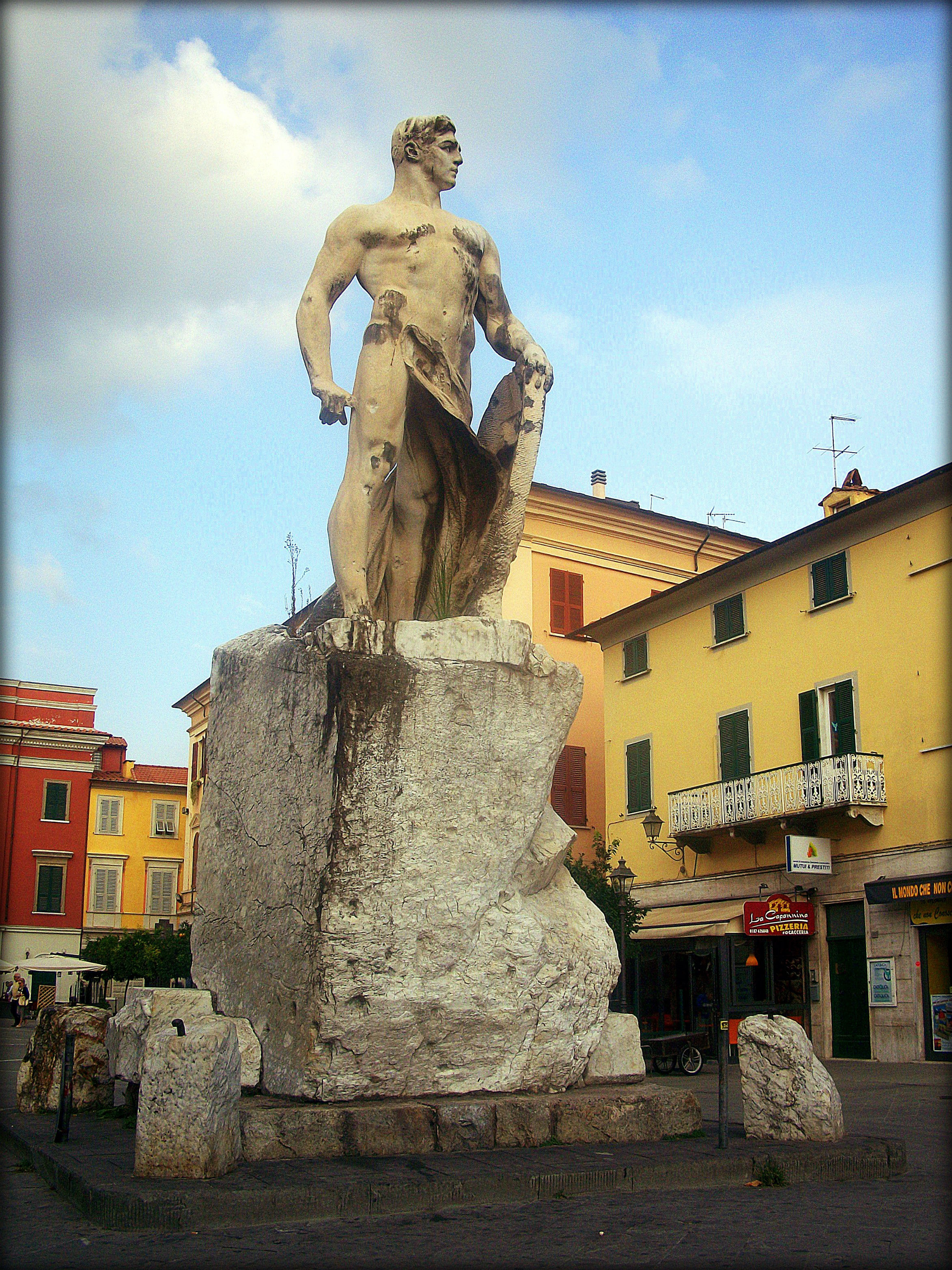
Il monumento Il Genio della Stirpe di Carlo Fontana in piazza Garibaldi.

### Evoluzione demografica
Con 22 086 abitanti (dati 2018) Sarzana è il secondo comune della provincia della Spezia dopo il capoluogo spezzino, mentre è decimo se si considera tutta la Liguria, preceduto da Albenga e seguito da Sestri Levante.
La sua area urbana, con più di 77 000 abitanti e perno della val di Magra, è la quinta della regione, dopo quelle di Genova, La Spezia, Savona e Sanremo.
Abitanti censiti

### Etnie e minoranze straniere
Secondo i dati Istat al 31 dicembre 2023, i cittadini stranieri residenti a Sarzana erano 1 703, pari al7,82%, così suddivisi per le nazionalità più significative:
- Romania 541
- Marocco 219
- Cina 177
- Albania 162
- Repubblica Dominicana 62
- Ucraina 48
- Pakistan 35
- Senegal 35
- Francia 32
- Polonia 25

### Lingue e dialetti

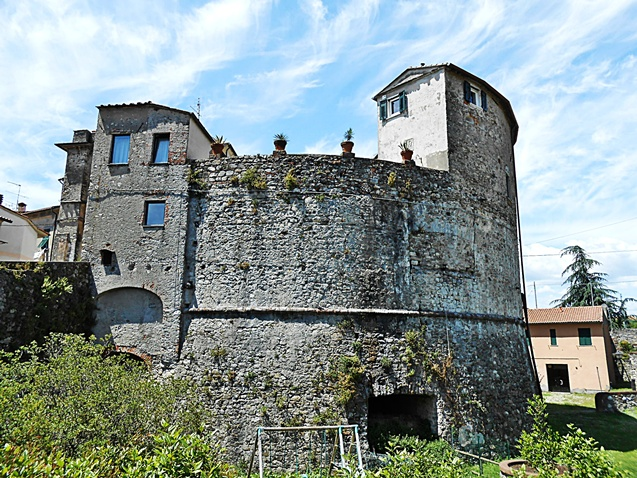
Il torrione San Francesco

Sarzana, collocandosi su una linea di confine tra Liguria e Toscana, subisce sia l'influsso della lingua ligure sia dei dialetti più propriamente apuo-lunigianesi e si collega, per quanto riguarda la fonetica, anche all'area dialettale emiliana.
Le caratteristiche del dialetto sarzanese sono principalmente due: la contrazione delle vocali protoniche "e" e "i" nella mutola (v'dere=vedere) e l’aggiunta di una "a" in luogo dei prefissi "ra" e "ri" (arcuntare=raccontare).
Chi vive in città, nel centro storico, è chiamato nel dialetto locale piastron, mentre chi vive fuori città, come a San Lazzaro o a Marinella, è chiamato pagiaro.

### Tradizioni e folclore
Tra le festività religiose, Sarzana festeggia sant'Andrea, il patrono della città, il 30 novembre. Inoltre, molto importante è anche la Solennità del Preziosissimo Sangue, che si festeggia la domenica successiva alla Pentecoste.
Tra le ricorrenze civili, oltre il 25 aprile, viene celebrato il 29 novembre in ricordo del rastrellamento del 1944.

#### La reliquia del Preziosissimo Sangue

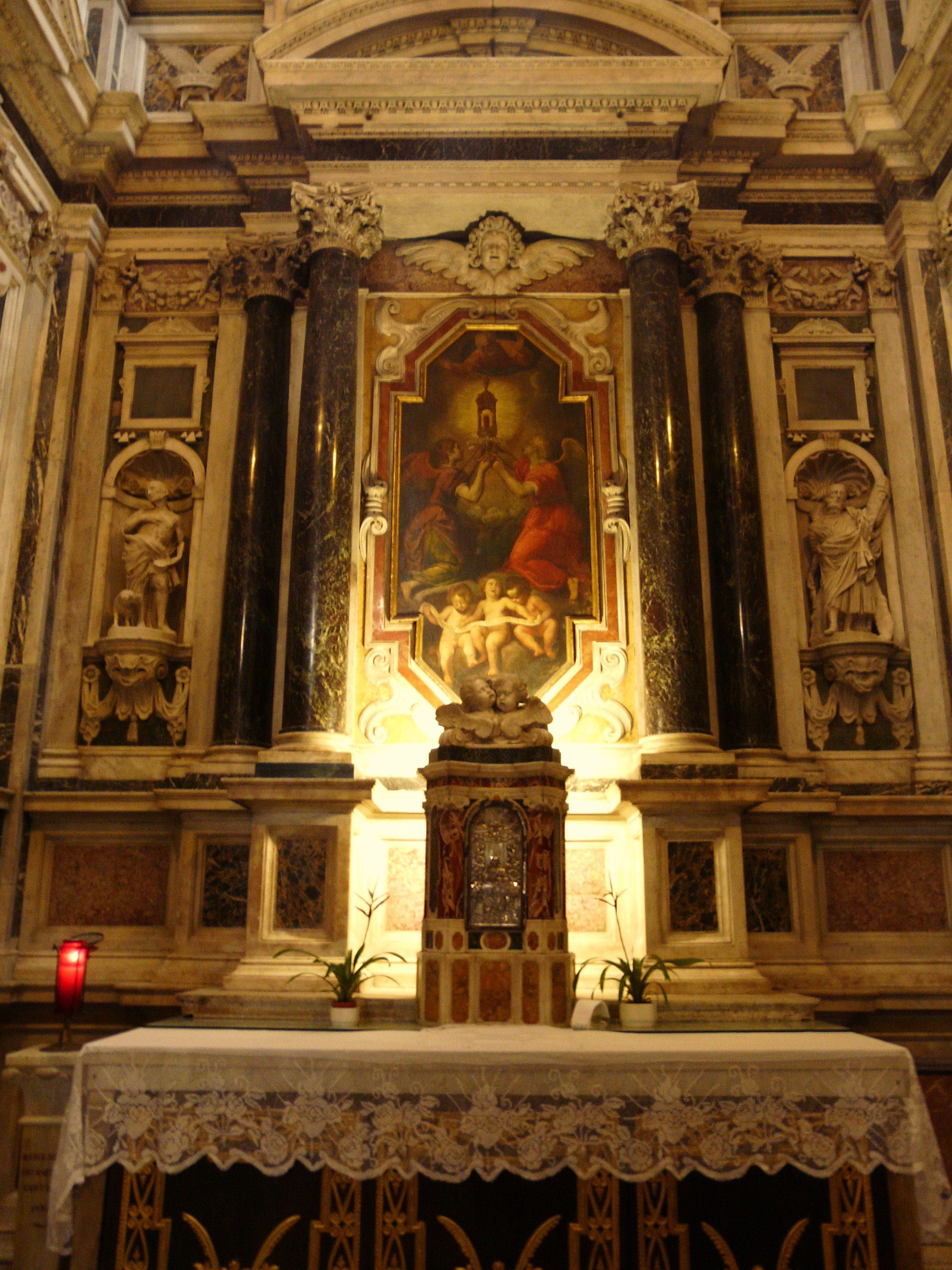
L'altare del Preziosissimo Sangue nella cattedrale

Una delle leggende più famose legate a Sarzana narra che, la mattina del venerdì santo dell’anno 782, giunse al porto dell’antica città di Luni una minuscola imbarcazione priva di vele, di remi e di equipaggio. La navicella, sfuggita a tutti i tentativi di depredarla, si lasciò abbordare solo dal vescovo di Lucca, avvertito dell’avvenimento in sogno da un angelo. Sull'imbarcazione era un crocifisso di legno scolpito da Nicodemo e, nascosta in una cavità della scultura, era un’ampolla contenente il sangue di Gesù, che Nicodemo stesso aveva raccolto dalle sue ferite.
Sorse così una contesa tra Luni e Lucca, in quanto entrambi i vescovi volevano il Santo simulacro. Questo fu posto allora su un carro trainato da buoi che, abbandonati a sé stessi, lo portarono a Lucca: si tratta infatti del celebre Volto Santo, venerato nel duomo lucchese. Del crocefisso lucchese esiste una copia nell’oratorio di Santa Croce a Sarzana.
Luni ottenne invece l’ampolla col sangue di Cristo, che passò successivamente a Sarzana quando, nel XIII secolo, vi fu trasferita la sede vescovile; la reliquia del sangue è conservata nella cattedrale, in un reliquiario realizzato nel XVII secolo.

#### La spada nel marmo
La presenza di un’asta nera sulla facciata marmorea della cattedrale sarzanese è da sempre un mistero: si tratta dell’elsa di una spada, e non di una meridiana come pensano alcuni; essa è un segno, una convenzione medievale per sancire un avvenimento storico importante.
La tradizione, infatti, racconta che l'arma fu conficcata in quel luogo a simbolo di una storica pace avvenuta tra la guelfa Repubblica di Firenze e la ghibellina Signoria viscontea di Milano. I rappresentanti delle due fazioni avevano scelto Sarzana come luogo franco e il 31 marzo 1353 si riunirono nella sua cattedrale. Il trattato di pace prevedeva la fine della guerra in corso nell'Italia centro-settentrionale e vietava a Milano l'ingerenza negli affari politici della Toscana.
Sarzana venne scelta altre volte dai governi dell’età medievale come sede di importanti incontri, come nel 1378 quando il papato e le maggiori potenze d’Italia discussero su come riportare la pace nei territori dello Stato Pontificio.

#### Famiglia Buonaparte

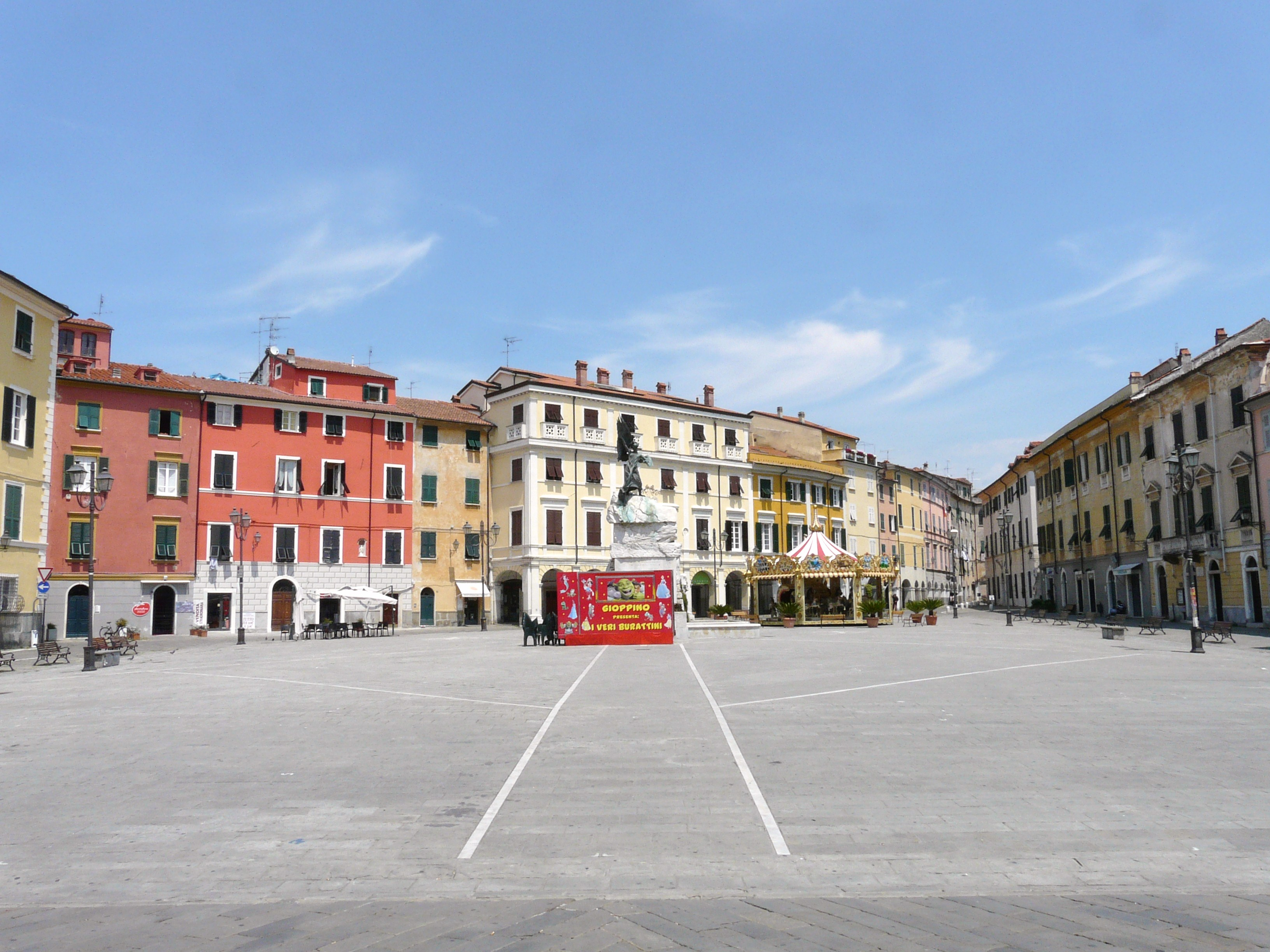
Scorcio di piazza Matteotti

La famiglia Buonaparte, proveniente da San Miniato in Toscana, risiedette in Sarzana dal XIII secolo rivestendovi anche incarichi pubblici. A Sarzana i Buonaparte possedevano diversi appezzamenti terrieri e una casatorre nei pressi della pieve di Sant'Andrea. Un esponente della famiglia, intorno alla metà del XVI secolo, emigrò in Corsica dove poi nacque Napoleone.

#### Il mercato cittadino
Il mercato settimanale a Sarzana è una tradizione antichissima che risale al 1163, quando l'imperatore Federico I concesse alla città il beneficio di istituire un mercato che potesse servire non solo Sarzana ma anche gli abitanti dei comuni vicini. Questo mercato si teneva originariamente nella giornata di sabato, mentre odiernamente si svolge il giovedì. Sarzana ha poi col tempo potenziato la propria attività commerciale con l'istituzione di un mercato ortofrutticolo giornaliero, il quale ha sede nella zona di Pallodola.

#### Antico costume di Sarzana
Il vestito femminile corrispondeva all'antico costume estivo dei giorni di festa del contado sarzanese. L'acconciatura dei capelli delle donne era semplice, i capelli erano pettinati lisci e la massa posteriore si raccoglieva in una treccia avvoltolata che poi si introduceva in una rete. Sulla rete veniva indossato anche il cappellino. La camicia aveva le maniche lunghe, ornate ai polsi di mussola bianca pieghettata simile a quella che ne adornava anche il collo. Le calze erano di cotone bianco e portavano sulla banda esterna un ricamo di cotone rosso. La gonna era fatta con tela di canapa, mentre la giacchetta era di panno rosso con maniche lunghe e strette.
Il costume maschile era invece costituito da un paio di pantaloni di mezzalana stretti al ginocchio su calze bianche e ricamate, le quali in alcune occasioni erano coperte da ghette. Sulla camicia bianca veniva indossato il gilet di velluto. La giacca era di stoffa analoga al gilet ed era a doppio petto. Il copricapo, tipico della Lunigiana, era di velluto e si portava ripiegato su un lato. La borsa era ricamata e le scarpe erano alte e stringate.

### Istituzioni, enti e associazioni
Nell'ospedale San Bartolomeo del quartiere di Santa Caterina, è presente il Polo Riabilitativo del Levante Ligure "Don Carlo Gnocchi".

### Qualità della vita

#### Lo scandalo di Marinella

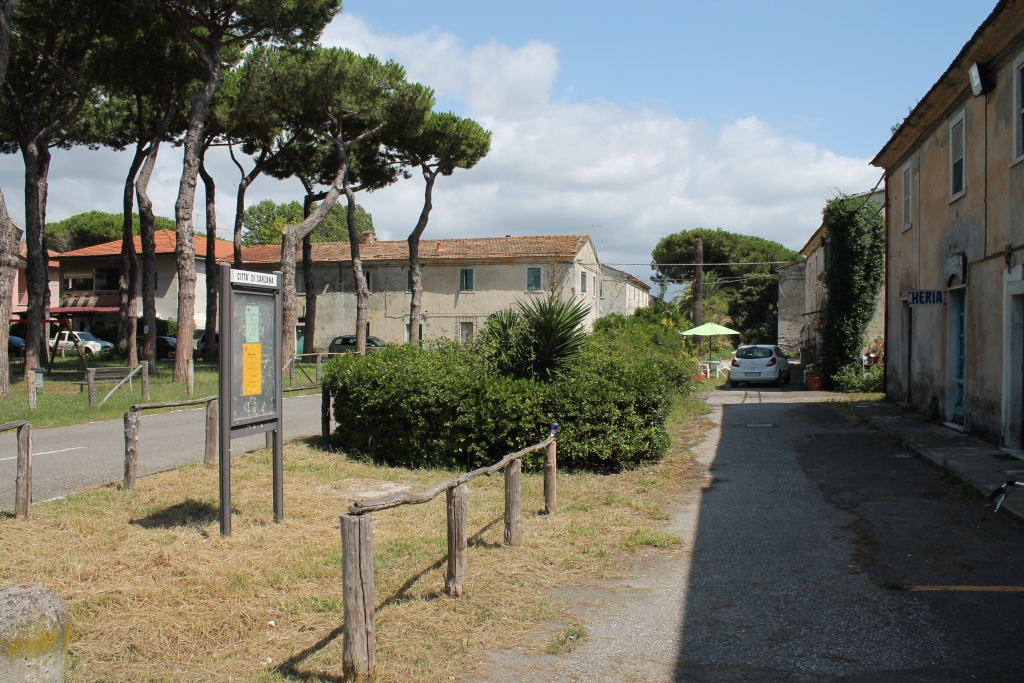
Il borgo agricolo di Marinella di Sarzana

Il "caso" di Marinella di Sarzana è emblematico: dopo un tentativo di sviluppo avvenuto nel corso degli anni cinquanta e sessanta del XX secolo, il cui obiettivo era quello di creare una località di villeggiatura per il turismo balneare, la frazione ha conosciuto un repentino stato di degrado. Le sorti del centro balneare sarebbero state legate a un progetto di riqualificazione che prevedeva la costruzione di 800 posti barca con 40000 m² di nuove costruzioni. Il progetto di tale intervento fu affidato alla Marinella Spa, una società partecipata dal Gruppo bancario Monte dei Paschi di Siena.
Nel 2006, Legambiente ha conferito la Bandiera nera anche alla Marinella Spa di Sarzana, per il progetto di "valorizzazione" della tenuta di Marinella che, secondo Legambiente, avrebbe alterato profondamente il territorio dell'area costiera, prevedendo anche un aumento delle volumetrie edificabili di 6 000 metri cubi a fronte dei 2 500 previsti dal Piano regolatore generale del comune di Sarzana. In seguito al fallimento della Marinella Spa e alla chiusura della storica fattoria di Marinella le sorti della frazione, della tenuta e di tutto il litorale sarzanese sono critiche.

## Cultura

### Biblioteche

#### Biblioteca civica "Corrado Martinetti" e archivio storico comunale
In via Landinelli, adiacente a piazza De André, è la biblioteca civica che offre servizi di prestito, consultazione in sede di libri, quotidiani, periodici, informazione, consulenza bibliografica e aule per lo studio individuale. Presso la sede della biblioteca è conservato anche l'archivio storico del comune di Sarzana, il quale conserva numerosi fondi importanti come quello degli ospedali di San Lazzaro e San Bartolomeo.

#### Biblioteca "Niccolò V" e archivio storico diocesano
All'interno dell'edificio che ospita il Seminario vescovile della diocesi della Spezia-Sarzana-Brugnato, sito in via Mascardi, sono conservati la biblioteca "Niccolò V" e l'archivio storico diocesano. Quest'ultimo conserva importantissimi documenti storici riguardanti la diocesi, tra i quali il Codice Pelavicino, volume risalente al 1241. All'interno degli stessi locali è conservato anche l'Archivio capitolare, contenente la documentazione relativa al Capitolo della Cattedrale sarzanese.

#### Scuole
L'Istituto Comprensivo di Sarzana "ISA 13" raggruppa un totale di tredici sedi scolastiche di competenza statale, sparse nei vari quartieri e nelle frazioni della città. Sono comprese infatti:
- Cinque scuole dell'infanzia (Capoluogo "Mattazzoni", Capoluogo "Lalli"[66], Marinella, San Lazzaro e Sarzanello)
- Sette scuole primarie (Bradia, Capoluogo, Ghiaia "Luttazzi", Marinella, Nave, San Lazzaro e Santa Caterina)
- Una scuola secondaria di primo grado (Capoluogo, con una sezione anche nel plesso di Marinella)

Di competenza comunale esiste invece l'asilo nido "Tendola".
A Sarzana esistono poi alcuni istituti scolastici privati, tra i quali la scuola dell'infanzia paritaria "Maria Luisa", situata nelle vicinanze della Cittadella, la scuola dell'infanzia "Anita Stefano Saudino", situata nel quartiere Crociata, la Fondazione asilo infantile "Cardinale Spina", situato lungo via Sobborgo Spina e la scuola primaria paritaria e parificata "Istituto Immacolata" del Pavone, situata nelle vicinanze della chiesa di San Francesco.
Sarzana è anche sede dell'I.I.S.S. Parentucelli-Arzelà, nato con questo nome il primo settembre 2014. Esso unisce le scuole superiori sarzanesi (liceo classico, liceo scientifico e istituto tecnico-commerciale), le quali già da molti anni sono riunite anche nello stesso edificio. Prima del 2014 erano formalmente tre istituti scolastici indipendenti.

#### Origini dell'istruzione secondaria a Sarzana
Le origini dell'istruzione secondaria nel paese risalgono al XIV secolo, quando nel 1368 il vescovo Bernabò Griffi rifiutò di ordinare alcun sacerdote che non fosse istruito, fatto di relativa importanza storica in quanto si trattava di un provvedimento limitato alle scuole religiose per l'istruzione dei futuri sacerdoti, necessarie in una sede vescovile. Il 3 ottobre 1396, poi, con una delibera del Comune venne nominato un maestro laico, Ugolino di Giovanni de' Canessi di Borgo San Donnino, il quale ebbe il compito di esercitare l'insegnamento della grammatica a Sarzana. Nacque così la prima scuola pubblica, articolata in due classi, alle quali accedevano rispettivamente gli studenti "non latinantes" e "latinantes", e che poteva essere frequentata anche da giovani che non avevano intenzione di intraprendere la carriera ecclesiastica.
Un altro importante insegnante della scuola sarzanese di questo periodo fu Giovanni Meduseo, il quale acquistò una casa in piazza Calcandola dove tenere le lezioni e iniziò a costituire una biblioteca chiedendo in prestito copie di classici greci e latini dalle corti vicine per poterli copiare. I compensi per gli insegnanti variarono dapprima dai quaranta fiorini all'anno più un fiorino al mese da parte di ciascun alunno, per poi passare nel 1431 a 50 lire genovesi all'anno più due fiorini al mese da parte dei "latinantes" e uno da parte dei "non latinantes".
Nel 1481 fu costituita una commissione permanente per la nomina dei maestri della scuola, per la determinazione delle retribuzioni e per la scelta della casa in cui si dovevano svolgere le lezioni. Nel XVI secolo crebbe il numero degli insegnanti, come anche la cifra delle retribuzioni che raggiunse le 400 lire e la scuola cominciò a chiamarsi "Ginnasio".

### Musei

#### Museo Diocesano
Aperto al pubblico nel 2003 e sito nell'oratorio della Misericordia, raccoglie gran parte del patrimonio storico-artistico dell'area della Val di Magra.
Il museo, assieme alle sedi della Spezia e di Brugnato, fa parte dell'offerta museale della Diocesi spezzina.

#### MUdeF - Museo delle Fortezze
Il museo, aperto nel 2016, si articola in 27 sale espositive site all'interno della fortezza Firmafede e ha lo scopo di far conoscere la storia delle fortezze sarzanesi, della città di Sarzana e dell'intera regione storica della Lunigiana.

### Cinema
A Sarzana venne girato nel 1980 il film di Luigi Faccini Nella città perduta di Sarzana, che tratta degli avvenimenti passati alla storia come i "Fatti di Sarzana" del 21 luglio 1921, prima dell'avvento del Fascismo.

### Musica
La formazione di una prima e storica banda musicale a Sarzana avvenne nel 1848 quando nacque una banda militare al servizio della Guardia Nazionale Sarzanese. Ricostituita nel 1855 come banda civile per volere dell'amministrazione comunale. Nel 1875, il maestro Alemanno Cortopassi, fu direttore della Banda cittadina, fondò la Cappella S. Cecilia e la Scuola musicale. Anche il figlio Domenico fu direttore della Banda cittadina che nel 2009 si riformò per la rinascita della Banda Musicale "Domenico Cortopassi", quest'ultimo musicista di Sarzana. Inoltre, l'Alemanno, fu maestro di Cappella della Cattedrale della città dal 1875 al 1909. Fu anche direttore della sua opera giocosa in due atti "Tutore Burlato" al Teatro Impavidi. Domenico, diresse grandi spettacoli lirici: sia "Santa Poesia" composta sul libretto: G. Forzano e A. Novelli e le opere Pucciniane: "Tosca" e "Boheme", ed anche numerosi concerti strumentali. Nello stesso Teatro esistono due formelle raffiguranti i due grandi maestri.
La città ha inoltre dedicato una piazza e un palco/monumento al poeta e cantante Fabrizio De André, il quale fu molto legato alla città.

### Cucina
La gastronomia sarzanese ricalca, con alcune varianti minime, la cucina ligure e lunigianese, in particolar modo i prodotti da forno come la farinata, le focacce, i testaroli.
Specialità tradizionali sono i ravioli, il "tocco" (sugo di carne), i "tagiarin", lasagne e gnocchi di patate, minestrone, lo stoccafisso "accomodato", la farinata, il pesto, le verdure ripiene, i testaroli, la scarpazza (torta di verdura), gli sgabei (pasta lievitata fritta e salata), la torta di riso salata chiamata "torta scema", la panizza, la focaccia con la salsiccia, le frittelle di baccalà, il coniglio con le olive, il coniglio fritto, fritto misto di carni e verdure, la cima (una tasca di carne ripiena), il castagnaccio. Tra le colture va ricordata la varietà di zucchino denominata "zucchino alberello di Sarzana". Tra i salumi tipici va ricordata la mortadella nostrale, che, a dispetto del nome, è un particolare tipo di salame morbido.
Tuttavia Sarzana è conosciuta per l'originalità di un suo dolce tipico, la spongata o "spungata", una torta costituita da pasta sfoglia e ripiena di frutta secca e composta di mele e pere. Altri dolci tradizionali sono la focaccia dolce, il buccellato, la torta di riso dolce, la pasta reale.
Nei dintorni sarzanesi, anche in virtù della presenza di piccole aziende vinicole, si producono discrete quantità di vini bianchi, come il famoso Vermentino delle colline di Luni. La tradizione vinicola della zona è sottolineata anche dalla varietà di viti coltivate che vanno dal bosco, all'albarola, al trebbiano.

### Eventi

#### Rassegne culturali

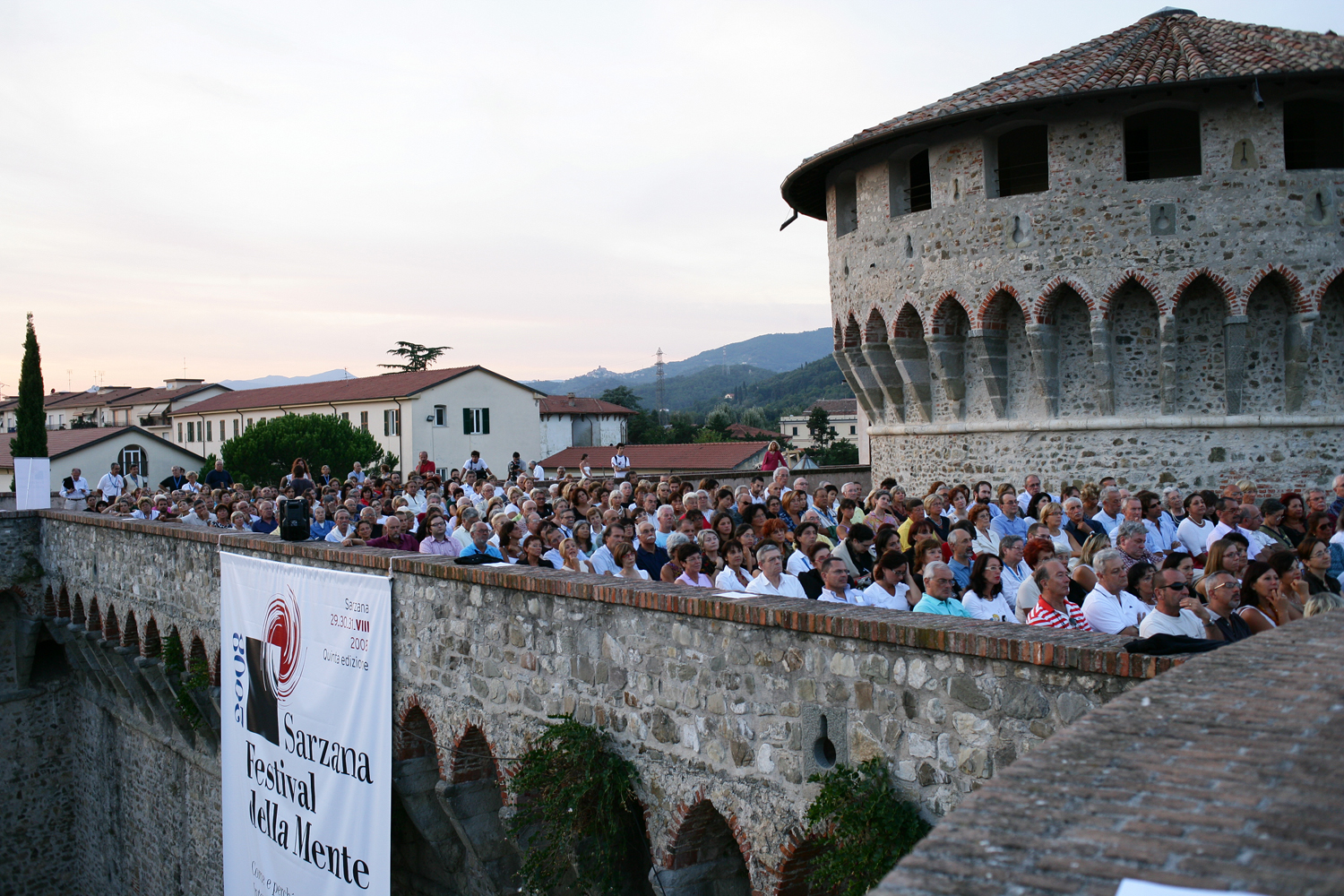
Il pubblico del Festival della mente negli spalti della fortezza Firmafede

- Il Festival della Mente, il primo festival europeo dedicato alla creatività, ai percorsi di creazione, di sviluppo delle idee e ai processi creativi in genere. Vi partecipano grandi personaggi italiani e stranieri, massimi esponenti nei campi dell'arte, della letteratura, della filosofia, delle scienze e talvolta dello spettacolo.
- La "Calandriniana", una manifestazione artistica dove diversi pittori, italiani e stranieri, sono impegnati in produzioni estemporanee in piazza Calandrini, all'ombra della Cattedrale.
- Gli "Atri Fioriti", manifestazione nella quale gli atri dei più bei palazzi storici e nobiliari del centro storico vengono sontuosamente arredati da fantasiosi e creativi addobbi floreali, secondo un tema che cambia di anno in anno.
- I "Libri per Strada", caratterizzata dalla presenza di bancarelle di libri. Durante la rassegna autori, artisti e fotografi italiani e stranieri presentano le loro opere nello spazio dibattiti sito in piazza Luni.
- Il "Sarzana Opera Festival", manifestazione grazie alla quale le giovani speranze della lirica internazionale si sono affermate nei più prestigiosi teatri del Mondo.
- Il "Napoleon Festival", rievocazione storica con soldati in costume dell'epoca napoleonica ed eventi legati alla figura di Napoleone[71].
- Il festival musicale "Moonland Sarzana" che, dall'estate del 2019, si è già confermato come uno dei festival estivi di musica pop e rock di maggior richiamo tra Liguria e Toscana.
- Mostra nazionale dell'antiquariato, che si svolgeva all'interno della fortezza Firmafede e ospitava i migliori antiquari italiani. Dopo una pausa di dieci anni, è stata riproposta di nuovo nell'estate del 2022.

#### Mercati e fiere
- La "Soffitta nella strada"[72], una rassegna di mercato dell'antiquariato e del modernariato che si svolge nel periodo estivo, su bancarelle che invadono le strade del centro storico.
- La "fiera delle nocciole", una fiera tradizionale che si svolge tra le strade del centro la domenica prima della domenica delle Palme. Durante la fiera era tradizione un tempo donare ai bambini una collana di nocciole comprata a una bancarella della fiera.
- Il mercatino regionale francese, che si svolge a inizio settembre in piazza Matteotti.
- La fiera di Santa Croce, che si svolge nella frazione di Marinella il 3 maggio.
- La fiera di San Lazzaro, che si svolge nella frazione di San Lazzaro il 22 ottobre.
- La fiera di San Martino, che si svolge nella frazione di Sarzanello l'11 novembre.

#### Eventi gastronomici
- "Sarzana DOC", manifestazione dedicata all'esposizione e alla degustazione delle eccellenze vitivinicole del territorio lunense, a cura del Consorzio sarzanese,
- "Sarzana in tavola", manifestazione dedicata alla degustazione delle peculiarità della tradizione locale attraverso il coinvolgimento di molti operatori del settore.

#### Sagre e feste
- Sagra dello sgabeo, organizzata presso la pubblica assistenza di Sarzana.
- Festa della trebbiatura e festa della scartozzera, organizzate tra i mesi di luglio e agosto nell'area verde della frazione di San Lazzaro.

#### Carnevale sarzanese
Il carnevale a Sarzana è organizzato dal Comune con l'aiuto di molti volontari, nonché con il coinvolgimento delle consulte territoriali e delle diverse scuole primarie. Sino al 2010 circa, quando la manifestazione si fermò per una serie di problemi organizzativi, ogni quartiere e frazione della città partecipava con la realizzazione di un carro allegorico personalizzato, il quale aveva un tema che cambiava di anno in anno e che prendeva spunto da fiabe, film o cartoni animati.
A partire dal 2019 la manifestazione è tornata in auge con la collaborazione del gruppo trebbiatori di San Lazzaro e la realizzazione di un unico carro allegorico simbolico che ha riunito tutta la città, con protagonista la tradizionale maschera ligure: Capitan Spaventa.

#### Settembre sarzanese
Durante il mese di settembre venivano organizzate alcune manifestazioni tradizionali legate alla vocazione agricola della città, tra le quali la festa dell’uva. Questa era una sagra folcloristica con sfilata di carri allegorici realizzati da ogni frazione e quartiere sarzanese; essi erano carichi di tralci d’uva e recipienti pieni di dolci e prodotti autunnali. I figuranti dei carri vestivano col costume tradizionale di Sarzana e al termine della manifestazione veniva consegnato un premio al carro più caratteristico e meglio addobbato. Dimenticata per lungo tempo, la festa dell’uva è stata riproposta nel 2019 nella frazione di San Lazzaro e da allora tornata a riempire tradizionalmente i settembre del quartiere.

## Geografia antropica

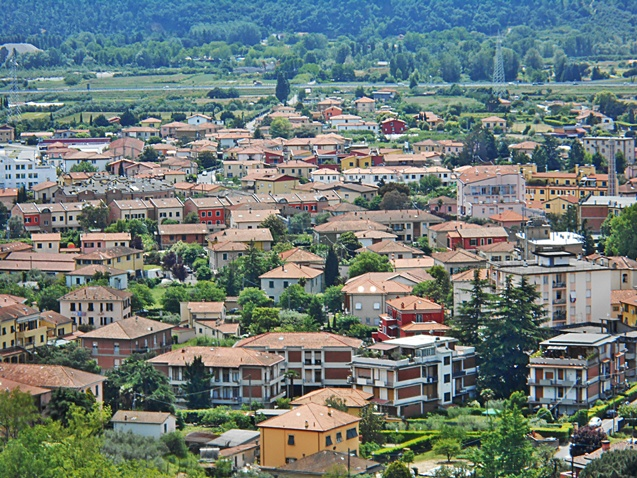
Veduta del semi-centro di Sarzana

### Suddivisioni amministrative
Il territorio di Sarzana, come viene scritto nello statuto comunale, è costituito dal capoluogo, sede comunale, e dalle tre frazioni di Falcinello, Marinella e San Lazzaro, ognuna con la propria storia e le proprie caratteristiche.
A livello amministrativo e statistico la città di Sarzana è suddivisa in 12 circoscrizioni o quartieri, ognuno dei quali possiede una propria consulta territoriale. I quartieri sono i seguenti: Battifollo, Bradia, Centro Storico, Crociata, Falcinello, Grisei-Ghiaia, Marinella, Nave-Fortezza-San Michele, San Lazzaro, Santa Caterina-Olmo-Boettola, Sarzanello, Trinità-Ponti di Ferro.

### Frazioni e quartieri

#### Falcinello
Falcinello è un antico borgo risalente al X secolo, situato su un colle posto a nord del centro cittadino.
Nel 1185 Federico Barbarossa lo concesse in feudo al vescovo di Luni e nel 1202 la comunità venne governata con consoli e statuti propri. Dal 1540 passò sotto il dominio della famiglia Malaspina e in seguito rimase comune autonomo fino al 1806, quando venne definitivamente annesso al comune di Sarzana, a cui da sempre è legato economicamente.

#### Marinella
Marinella, costituita da un borgo agricolo (risalente al XVIII secolo) e da un'area più moderna, si distingue dalle altre frazioni perché costituisce la "dépendance" balneare della città. Geograficamente appartiene alla Riviera Apuana; infatti si contraddistingue per un litorale basso e sabbioso, ben diverso dalle coste rocciose e scoscese tipiche invece della riviera ligure.
Marinella, che sorge pressoché contigua a Marina di Carrara e a Fiumaretta di Ameglia, è stata al centro di un progetto di riqualificazione che, con l'intento di rilanciare il turismo nella località, si era proposto di eliminare il degrado che l'attanaglia, salvaguardando e riqualificando inoltre la maggior parte della zona di pianura destinata a produzione agricola per l'allevamento bovino. Il progetto, il cd. "masterplan" di Marinella è miseramente fallito. Dal 2018, con l'insediamento dell'amministrazione di Cristina Ponzanelli, è cominciata una nuova fase tra forti investimenti pubblici nella sicurezza e nella difesa del suolo dell'area e la definizione del piano urbanistico dell'area (il cd. "piano spiagge), che hanno richiamato investimenti privati tra cui la Colonia Olivetti, acquistata da un gruppo imprenditoriale privato dopo quarant'anni di abbandono, o insediamenti produttivi e agricoli.

#### San Lazzaro

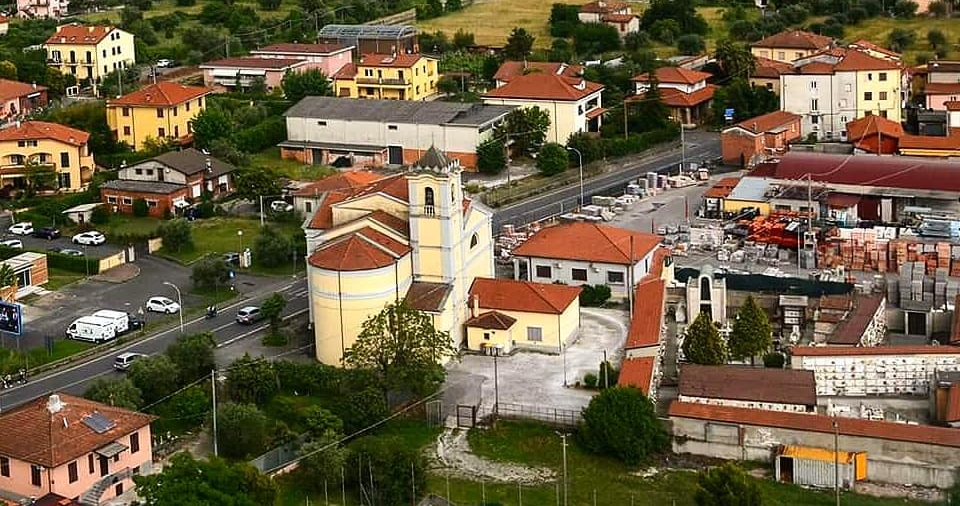
La frazione di San Lazzaro di Sarzana

San Lazzaro è la frazione sorta verso la piana alluvionale, al confine con i comuni di Castelnuovo Magra e Fosdinovo (MS).
L'abitato si è sviluppato in maniera sparsa lungo la via Aurelia e altre strade interne a partire dal XIX secolo, in conseguenza dello sfruttamento agricolo della piana sarzanese. L'area, che in epoca medievale era chiamata Servarecia (cioè zona adibita al ripopolamento della fauna), deve il nome all'antico ospitale (o lazzaretto) risalente intorno al 1228, luogo di ricovero per viandanti e pellegrini che percorrevano la via Francigena.
La frazione di San Lazzaro forma un unico agglomerato urbano lungo l'Aurelia con le frazioni di Caniparola (Fosdinovo) e Colombiera-Molicciara (Castelnuovo Magra).

#### Sarzanello
Sarzanello è un quartiere residenziale posto tra il quartiere Nave e la frazione di San Lazzaro.
L'area in origine si chiamava Pian di Paganello e venne insediata nel XVIII secolo in seguito alla distruzione per fini militari del precedente borgo di Sarzanello, il quale si trovava su un'altura posta tra il borgo di Sarzana e la fortezza di Sarzanello.

### Urbanistica del centro storico

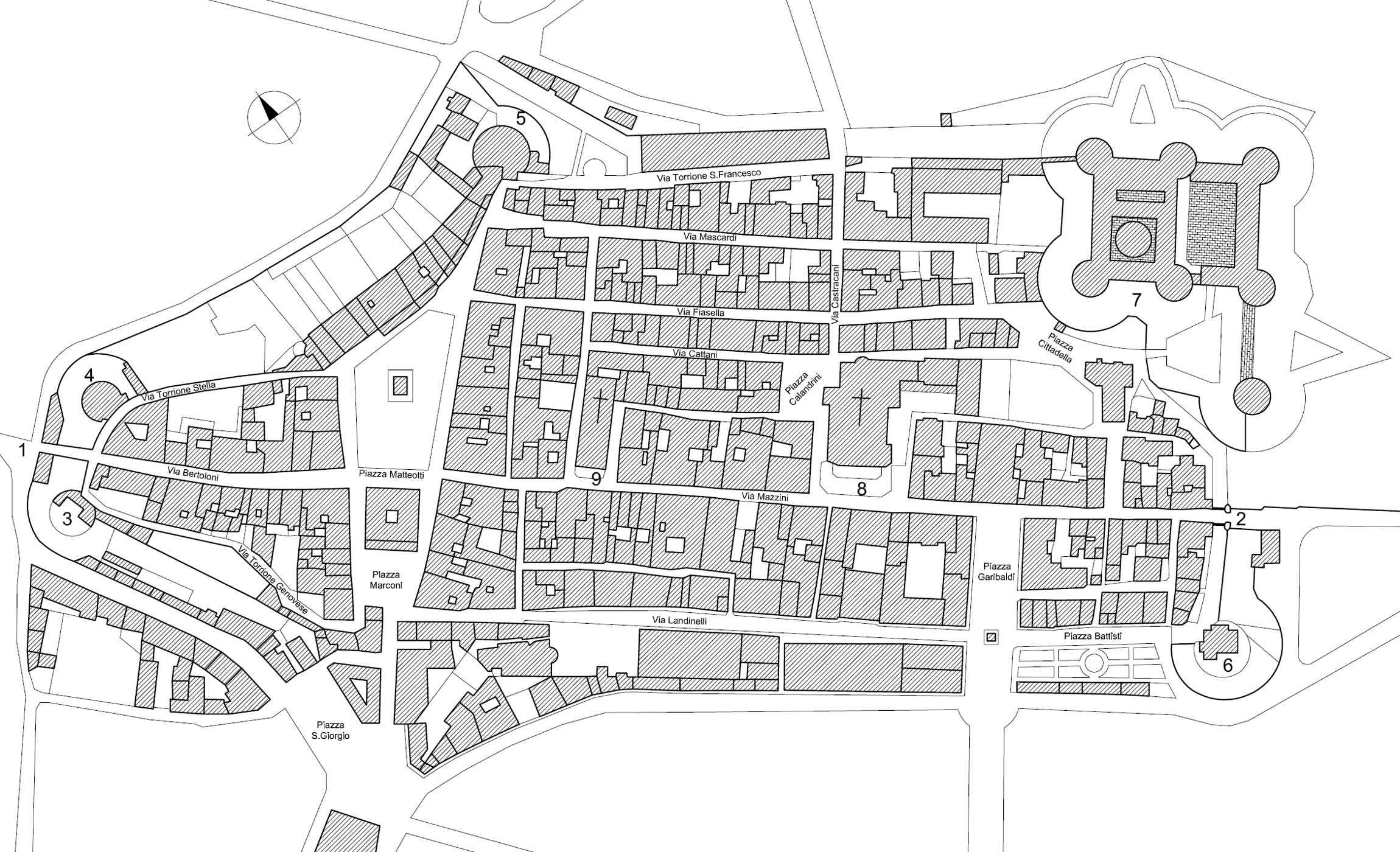
1) Porta Parma - 2) Porta Romana - 3) Torrione S. Giorgio -4) Torrione Stella - 5) Torrione S. Francesco - 6) Torrione Testaforte - 7) Cittadella - 8) Cattedrale di S. Maria - 9) Pieve di S. Andrea.

Il centro storico di Sarzana è costituito da un impianto urbanistico che ha vissuto alterne vicende, rispecchiando la storia travagliata del borgo.
Nel cuore del centro storico, nell'intorno della pieve di Sant'Andrea, sono ancora individuabili le tracce del castrum romano originario del borgo, con la tipica disposizione dettata dal cardo e dal decumano, soprattutto nella perpendicolarità degli assi viari interni. Tale regolarità si perse via via nel tempo con l'espansione del centro abitato.
La città conserva l'immagine dell'originario abitato medievale, nonostante le più tarde opere di fortificazione dovute agli interventi di fortificazioni come le mura, i torrioni e soprattutto la Cittadella, che modificarono pesantemente l'impianto urbanistico del primitivo borgo, conferendogli da quel momento l'aspetto di città murata, dominata dalla massiccia fortezza Firmafede. Agli inizi del XIII secolo Sarzana accresce la sua importanza con il trasferimento della sede vescovile, espandendosi notevolmente a livello urbanistico, con la divisione in quartieri che in origine erano quattro: Santa Maria, Sant'Andrea, San Francesco e San Domenico. Nel secolo successivo vennero aperte sei porte nelle mura, in corrispondenza delle principali vie di comunicazione. L'intenso sviluppo edilizio continuò fino al XIV secolo, documentato da numerosi edifici fuori delle mura e dalla fondazione di notevoli complessi religiosi, sorti con l'arrivo di nuove comunità religiose, come le clarisse e i domenicani.
L'impianto urbanistico principale rimane comunque inalterato, salvo alcune significative eccezioni dovute ad ammodernamenti degli accessi al centro storico, come l'interramento di buona parte della cinta muraria nell'Ottocento e nel Novecento (via Landinelli, piazza San Giorgio e piazza Battisti).

## Economia
L'economia sarzanese è sempre stata prevalentemente legata all'agricoltura e alle produzioni legate al settore primario, ivi compreso l'allevamento, in quanto al centro della più vasta pianura della Liguria.
L'attività industriale è legata quasi esclusivamente al Cantiere Intermarine, posto lungo le sponde del fiume Magra, tra San Lazzaro e Marinella.
Il settore produttivo sarzanese è fortemente terziarizzato e caratterizzato dalla compresenza di varie attività, tutte volte a sfruttare le peculiarità del territorio e la sua posizione: da un'agricoltura evoluta al turismo, al commercio. Numerose e qualificate sono le imprese artigianali e le attività di piccola industria, con alcune eccellenze di alta tecnologia. Notevole è la presenza di attività di antiquari e restauratori soprattutto nel centro storico.

### Agricoltura
Storicamente la piana sarzanese ha espresso una particolare vocazione agricola, soprattutto in virtù dell'area alluvionale disponibile alla coltivazione, pressoché inesistente in altri zone della provincia.
Nel 1990, Sarzana disponeva di 5,6 ettari di superficie agricola utilizzata, passati a 6,8 ettari nel 1999 (+21,4%). Tra le coltivazioni più importanti spiccano la viticoltura, con la conseguente produzione vinicola, in particolare con la produzione del Colli di Luni, sia rosso sia bianco, e la coltivazione dell'olivicoltura e produzioni di olio d'oliva. Negli ultimi anni è incrementata notevolmente la pratica dell'agricoltura biologica, soprattutto per quanto riguarda la produzione di ortaggi.

### Allevamento
L'allevamento riveste un settore fondamentale del territorio sarzanese. In particolare, nella zona retrostante il litorale balneare detta la "Tenuta", si pratica l'allevamento della razza frisona su una superficie di circa 450 ettari, divenendo una delle realtà zootecniche maggiori della Liguria. La produzione di latte fresco pastorizzato e confezionato si attesta sui 3 500 000 di litri all'anno. Significativa inoltre anche la produzione casearia.
Anche se in maniera marginale, si pratica l'allevamento di equini e ovini.

### Turismo
Sarzana fa del turismo una delle risorse principali della sua economia. Grazie al suo impianto urbanistico, il borgo racchiude una miriade di gioielli d'arte, facilmente accessibili a tutti, dalle sue architetture alle sculture, ai dipinti presenti negli edifici e nelle chiese sarzanesi.
Oltre al turismo culturale, che coinvolge anche le frazioni periferiche, il territorio sarzanese riserva anche la possibilità di godere delle vicinanze del mare, con la frazione di Marinella di Sarzana, sede di numerosi stabilimenti balneari. Si tratta di un litorale sabbioso di circa 3 chilometri, lungo i quali si alternano spiagge libere e concessioni demaniali. Il litorale sarzanese è conosciuto, e apprezzato, sia per la relativa facilità di accesso, sia per la vicinanza dai centri urbani maggiori della zona.
Alcune fortunate iniziative: "Festival della Mente", "La soffitta nella strada" e "Street Food" hanno generato anche interessanti flussi di turismo legato agli eventi culturali e ricreativi. Si sta inoltre delineando un turismo "food & beverage" legato alla qualità e tipicità dei prodotti enologici e gastronomici locali.

## Infrastrutture e trasporti

### Strade
Sarzana è situata nei pressi dell'intersezione tra la strada statale 1 Via Aurelia e la strada statale 62 della Cisa.
Le strade medievali che collegavano Sarzana con i centri limitrofi sono ancora servibili, mettendola in comunicazione con l'interno della Lunigiana. Le strade che portano al vicino comune massese di Fosdinovo, alla frazione di Falcinello e alla fortezza di Sarzanello, quali offrono una vista panoramica sulla vallata della Magra.
Altre arterie stradali sono le varianti Aurelia e Cisa, le quali attraversano interamente l'area industriale e commerciale della periferia sarzanese, la strada provinciale 21 (viale XXV aprile), che collega il centro di Sarzana a Marinella e la strada provinciale 22, che in località San Lazzaro collega l'Aurelia alla provinciale 21.
Sarzana è servita anche da uno svincolo autostradale sull'autostrada A12.

### Ferrovie

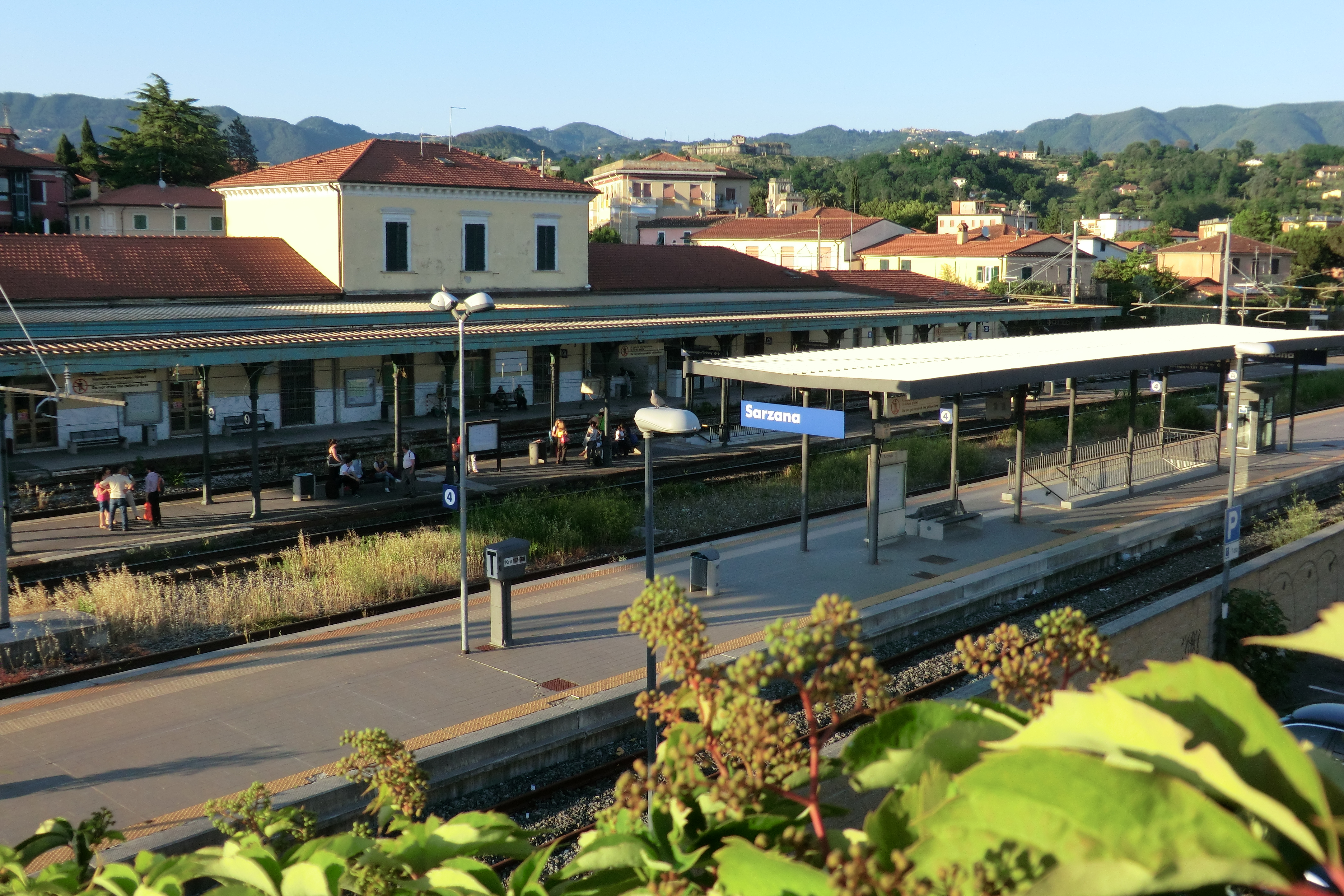
La stazione di Sarzana, vista dalla passerella (quest'ultima non più esistente).

Sarzana ha una propria stazione ferroviaria, denominata semplicemente Sarzana, sulla linea Pisa-La Spezia-Genova nel tratto locale compreso tra le stazioni di La Spezia Centrale e Pisa Centrale. Essa è dotata di quattro binari all'attivo e può essere usata come punto di partenza per raggiungere le Cinque Terre, La Spezia, l'alta Lunigiana, Pisa e Firenze. Vanta inoltre una posizione strategica nel tessuto urbano: è infatti situata a pochi passi dal centro storico ed è servita sia da bus (linea circolare) sia da taxi, mentre per raggiungere la periferia della città (in pratica il quartiere Crociata) è sufficiente transitare nel sottopassaggio della stazione.
Nel territorio comunale esisteva anche la fermata di San Lazzaro nell'omonima frazione, soppressa negli anni ottanta del Novecento.

### Porto
Transitando dal centro città in direzione Marinella, lungo il viale XXV aprile che porta alle spiagge del litorale, si raggiunge l'approdo fluviale sul fiume Magra per barche da diporto denominato "Marina 3B", nei pressi dei cantieri navali dell'Intermarine al confine con il comune di Ameglia.

### Aeroporto
Nella frazione di San Lazzaro sorge l'aeroporto di Sarzana-Luni, usato per scopi militari ma aperto anche ai voli civili. L'aeroporto ospita l'Aeroclub Sarzana Lunense, la base MARISTAELI Luni della Marina Militare e la sezione elicotteri del Corpo delle capitanerie di porto - Guardia costiera.

### Trasporto pubblico
Il trasporto pubblico in città e nei dintorni è assicurato da ATC (La Spezia), azienda che gestisce il servizio interurbano su tutta la provincia della Spezia. Da Sarzana è possibile raggiungere con facilità tramite autobus i comuni limitrofi, il capoluogo spezzino e le diverse località e frazioni della val di Magra.
Sarzana è inoltre attraversata da alcune linee della CTT (Compagnia Toscana Trasporti), soprattutto per raggiungere i centri di Fosdinovo e Aulla, in provincia di Massa-Carrara.

## Amministrazione

Foto di Pietro Arnaldo Terzi, sindaco di Sarzana dal 28 novembre 1920 al 14 luglio 1922.

| Periodo          | Periodo          | Primo cittadino           | Partito | Carica         | Note          |
| ---------------- | ---------------- | ------------------------- | --- | -------------- | ------------- |
| 1946             | 1971             | Paolino Ranieri           | PCI | Sindaco        |               |
| 1971             | 1977             | Anelito Barontini         | PCI | Sindaco        |               |
| 1977             | 1985             | Francesco Baudone         | PCI | Sindaco        |               |
| 24 ottobre 1985  | 7 giugno 1989    | Renato Di Casale          | PCI | Sindaco        | [ 77 ]        |
| 7 giugno 1989    | 20 luglio 1990   | Giovanni Lorenzo Forcieri | PCI | Sindaco        |               |
| 30 luglio 1990   | 28 marzo 1994    | Giovanni Lorenzo Forcieri | PDS | Sindaco        | [ 78 ]        |
| 23 maggio 1994   | 24 aprile 1995   | Renzo Guccinelli          | PDS | Sindaco        |               |
| 24 aprile 1995   | 18 novembre 1995 | Renzo Guccinelli          | PDS, PPI, Patto dei Democratici (Coalizione di centro-sinistra)                                             | Sindaco        | [ 79 ]        |
| 18 novembre 1995 | 10 giugno 1996   | Annunziata Gallo          | | Comm. pref.    |               |
| 10 giugno 1996   | 17 aprile 2000   | Renzo Guccinelli          | PDS, PPI, I Verdi-AD-SI (Coalizione di centro-sinistra)                                                     | Sindaco        | [ 80 ]        |
| 17 aprile 2000   | 5 aprile 2005    | Renzo Guccinelli          | DS, PPI-UDEUR, I Democratici-I Verdi, PRC (Coalizione di centro-sinistra)                                   | Sindaco        | [ 81 ]        |
| 21 maggio 2005   | 30 marzo 2010    | Massimo Caleo             | DS, DL, PRC, SDI (Coalizione di centro-sinistra)                                                            | Sindaco        | [ 82 ]        |
| 30 marzo 2010    | 19 gennaio 2013  | Massimo Caleo             | PD, SEL, IdV, UdC (Coalizione di centro-sinistra)                                                           | Sindaco        | [ 83 ] [ 84 ] |
| 19 gennaio 2013  | 31 maggio 2013   | Giuseppe Larosa           | | Comm. straord. | [ 85 ]        |
| 31 maggio 2013   | 25 giugno 2018   | Alessio Cavarra           | PD, SEL, UdC, Noi per Sarzana (Coalizione di centro-sinistra e di liste civiche)                            | Sindaco        | [ 86 ]        |
| 25 giugno 2018   | 15 maggio 2023   | Cristina Ponzanelli       | Lega, Sarzana Popolare, Toti per Sarzana (FI-FdI) (Coalizione di centro-destra e di liste civiche)          | Sindaco        | [ 87 ]        |
| 15 maggio 2023   | in carica        | Cristina Ponzanelli       | FI, FdI, Lega, Avanti Sarzana, Cristina Ponzanelli Sindaco (Coalizione di centro-destra e di liste civiche) | Sindaco        | [ 88 ]        |

### Gemellaggi
Sarzana è gemellata con:
- Villefranche-de-Rouergue, dal 1962, a cui è dedicata una strada vicino allo stadio comunale;
- Eger, dal 1986.

## Sport

### Calcio
La pratica dello sport nel territorio sarzanese è agevolata dalla presenza di numerosi centri sportivi, il più importante dei quali è il centro "Pasquale Berghini" nel quartiere della Ghiaia, un comprensorio che dispone di campi da calcio, pista d'atletica e lo stadio comunale "Miro Luperi". Quest'ultimo è il campo principale della città dove disputa le sue partite la S.S.D. Tarros Sarzanese, militante nel campionato di Promozione. Storicamente di rilievo fu l'Unione Sportiva Sarzanese 1906, fondata nel 1906. Altre compagini sportive il G.S.D. San Lazzaro Lunense, militante nel campionato di Seconda Categoria.
Altri campi da calcio comunali si trovano nei quartieri di Nave, Bradia e nella frazione di San Lazzaro, quest'ultimo dedicato a Carlo Danilo Cristoni, giovane partigiano sarzanese morto durante la Resistenza.

### Hockey
La città ha una forte tradizione hockeistica che si rispecchia nella società dell'Hockey Sarzana. La prima squadra, con sede nel centro polivalente di via Terzi (ex mercato ortofrutticolo), milita in serie A1. Nel 2022 vince la sua prima Coppa Italia.

### Basket
Il Sarzana Basket, squadra maschile di pallacanestro, gioca in DNC a livello Nazionale, allenata da Michele Bertieri. Il settore giovanile, che conta centinaia di iscritti, è molto promettente.

### Ciclismo
Il ciclismo, sport diffusissimo, vanta una società e moltissimi praticanti.
- Giro d'Italia 1986. La 13ª tappa Siena - Sarzana (175 km), si è conclusa con la vittoria dell'olandese Jean-Paul Van Poppel.
- Giro d'Italia 2007. La 9ª tappa Reggio Emilia - Lido di Camaiore (177 km) è transitata nella periferia della città di Sarzana.
- Giro d'Italia 2011. Il Giro d'Italia 2011 è transitato nel centro di Sarzana.

### Automobilismo
- Mille Miglia 1949. L'edizione del 1949 della Mille Miglia è transitata nei pressi di Sarzana[91];
- Mille Miglia 2018. La città di Sarzana viene inclusa nella 3ª tappa Roma - Parma della rievocazione storica, che vi transita in data 18 Maggio[92].
- Mille Miglia 2020. L'edizione, che si tiene nel pieno della pandemia di Covid-19, è l'unica a non transitare per il centro storico al fine di evitare assembramenti. Il transito avviene il 24 ottobre.[93]
- Mille Miglia 2021. Il transito ritorna presso le vie storiche il 16 Giugno.[94]
- Mille Miglia 2022. Il 17 Giugno, per il terzo anno di fila, la rievocazione transita presso il centro cittadino.[95]

### Altri sport
Il Tennis Club Sarzana, con sede in via Posta Vecchia, vanta un'antica tradizione e offre campi coperti e scoperti.
In città è presente un campo di tiro con l'arco gestito dagli Arcieri Sarzana. Nel 2009, grazie all'impegno della società, venne organizzata e ospitata l'European Junior Cup di tiro con l'arco a Sarzana, presso lo stadio Miro Luperi.
Per quanto riguarda il nuoto è presente una piscina per attività agonistiche presso il liceo Parentucelli e una in costruzione presso l'Hotel Santa Caterina.
Per quanto riguarda la pallavolo è presente anche la società Pallavolo Sarzanese, squadra femminile di volley che ha militato in serie C.
In località San Lazzaro sono presenti inoltre il Sarzana Golf Club e l'A.S.D. Paintball Sarzana.
In periferia sono presenti diversi maneggi attrezzati e non per l'equitazione offrono attrezzature per bambini, principianti e cavalieri esperti. Il settore agonistico vanta anche importanti risultati a livello nazionale.
Nel complesso sportivo di via Paradiso è presente anche un bocciodromo con campi coperti e scoperti per gioco delle bocce e della petanca.
Numerose sono infine le palestre operanti nei campi della ginnastica artistica e delle arti marziali.
È inoltre presente un poligono di tiro a segno.